# 日本大学
日本大学（にほんだいがく、英語: Nihon University）は、東京都千代田区に本部を置く日本の私立大学。学校法人日本大学によって運営されている。略称は日大（にちだい）。
全ての学部・大学院研究科が単科大学のようにそれぞれ独立したキャンパスを有しており、単一の大学としては学生数や総資産などで日本最大規模の教育機関である。

## 概説

### 大学全体
日本最大の規模を有する私立総合大学であり旧制大学である。2021年3月現在での卒業生総数1,215,371人、2023年5月1日現在での学生数74,269人も日本の大学全体で第1位である。また2022年度の警察官就職者数132人、2022年時点での社長の出身大学者数20,609人も日本の大学全体で第1位（※上場企業に限定した場合は第4位）である。また2023年時点における総資産7,857億円は日本の私立大学全体で第1位である。
「常に世界的な視野をもち、教育の発展及び人類社会への貢献」を教育目標としている。山田顕義を学祖とし、創立関係者は宮崎道三郎と金子堅太郎を含む法律学者11名である。
前身たる日本法律学校を設立するにあたって、山田はその立場から、先の創立者との協議の上で「日本の古法旧制を明かにして、更に新しく生れる諸法典を研究するため、日本の法学を修める学校を設立する」ことを取りまとめた。すなわち、彼は大日本帝国憲法が発布された近代国家の創成期において、「国法」を専修する法律学校の設立が急務であると考え、直ちにその設立事業に取り掛かった。そして1889年（明治22年）10月4日、東京府から設立許可を得て、日本大学法学部の前身である日本法律学校が誕生した。また、山田は同学設立後も文部省に対して「特別認可学校」とするよう要請し、同学の運営財政面において尽力した。このように日本法律学校の設立事業と、学校設立時に彼が示した開学理念および思想は、その後の法学部のみならず、近代日本の発展に大きく寄与したことは周知であり、「近代法の祖」と称される由縁である。その彼を日本大学は学祖と位置づけている。
教育・研究活動を始め医療から生涯学習等、近代社会を目標に様々な活動を行っている。単科大学のようにそれぞれ独立したキャンパスをもち、図書館は全学部のキャンパスに置かれている。体育大会といったイベントを大学主催で実施しており、広範な学問領域を包含する国内屈指の総合大学としてのスケールメリットを学術研究の推進力と成果に結実させるために体系的な学術研究戦略を立案し、全国各地に附属校も設け学部連携研究推進シンポジウムを積極的に開催するなど、研究・教育内容の拡充・発展に取り組んでいる。16学部87学科・短期大学部5学科・通信教育部4学部・大学院20研究科・5付属病院・11高等学校・6中学校・小学校・幼稚園等を設置し、医学部、歯学部、薬学部、獣医学部の6年制4学部がある。医学教育の面では日本で最も早くOSCEを導入した。
1903年（明治36年）に日本大学と改称。1920年（大正9年）に大学令に基づく大学となった（詳しくは旧制大学参照）。マスコミ・芸能界、法曹界、政界、官界、財界、学界、土木・建築界、医師、技術者、アスリートなどの分野に多様な人材を輩出している。
スクールカラーは緋色（すなわちスカーレットないし濃赤色）。

### 建学の精神（校訓・理念・学是）
日本大学では1914年に4ヶ条からなる「建学ノ趣旨及綱領」が制定され、それが戦後（1949年）の改定により「目的および使命」と形を変え、さらに創立70周年を迎えた1959年の再改定によって現在の姿となった。
また、2007年6月1日に教育理念として「自主創造」を選定した。

### 学風および特色

#### 建学の起源
明治新政府は欧米列強と条約改正交渉を進めるために新しい法律の整備を急いでいた。1889年2月11日の大日本帝国憲法の公布をきっかけに、欧米諸国の法律だけではなく、古典的な意味合いから日本独自の法律を教える学校を建設する必要性が高まっていた。皇典講究所（國學院）所長である司法大臣山田顕義は、日本の法律を研究し国運の増進をはかることを目的とする学校の設立をめざし、同じ趣旨で学校設立計画を進める法律学者らを全面的に支援した。明治憲法公布と年を同じくして1889年の10月4日、皇典講究所の校舎を借り受ける形で現・法学部の前身にあたる日本法律学校が設立された。日本大学はこの年を創立年としている。

## 沿革
（沿革節の主要な出典は公式サイト）

### 略歴

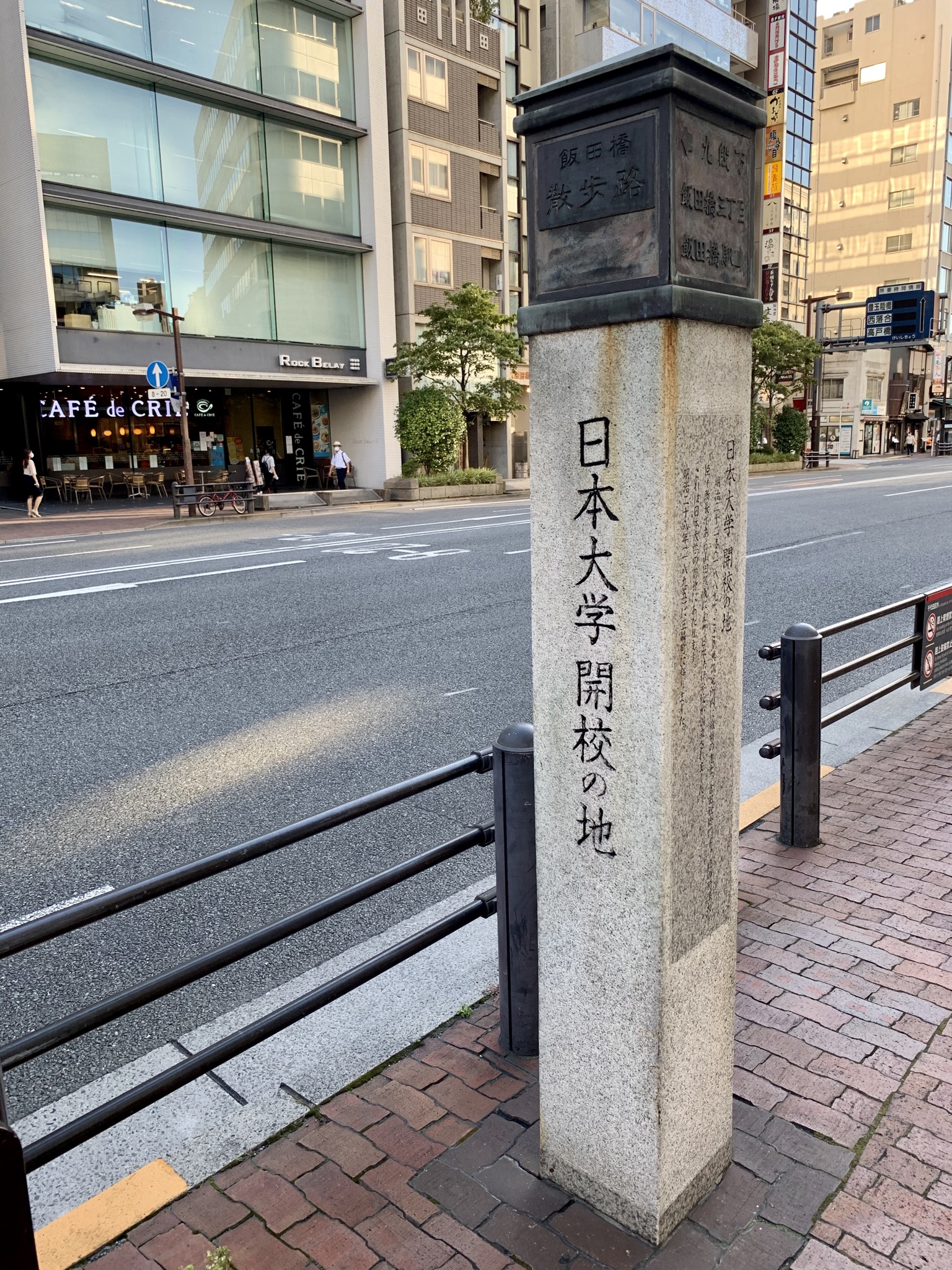
「日本大学開校の地」の碑

時の司法大臣であるとともに、神職養成を行う中央機関である皇典講究所の所長を務めていた学祖・山田顕義は、日本の国文・国史の研究とともに国法も重視すべきとし、1890年（明治23年）に皇典講究所の校内に國學院を設立した際の「國學院設立趣意書」にはその三科が記されている。その一方で、東京帝国大学教授の宮崎道三郎らも山田と同じ趣旨で法律学校の設立計画を進めており、それを知った山田は彼らを全面的に支援することとした。その結果、1889年（明治22年）10月に日本法律学校が設立され、翌1890年（明治23年）に皇典講究所が国史・国文・国法を教授する國學院を開校する際に、その国法を専修する所として同校が位置づけられることとなった。いずれは日本法律学校も國學院に合併する予定であったが、1892年（明治25年）の山田の急死により頓挫した（皇典講究所の神職の教育養成機関としての役割は國學院大學神道文化学部に引き継がれている） 。
1898年（明治31年）3月に高等専攻科を設置。財団法人となり分離独立し、文理学部の前身となる高等師範科を設置。1903年（明治36年）に日本大学と改めた。翌年、専門学校令に基づく大学、経済学部と商学部の前身となる商科を設置。1920年（大正9年）、大学令認可となる。この頃、私立大学の中では初めに女子の入学を認めた。6月、理工学部の前身となる高等工学校を開設。翌年、芸術学部の前身となる美学科を設置。翌月には、歯学部の前身となる歯科医学校を開校。その4年後に医学部の前身となる専門部医学科も設置。戦後の学校教育法施行に伴い新学制に移行した。平成には天皇・皇后が祭式に出席した。その後も、学部増設や組織改称を繰り返し、16学部そのうち87学科、20研究科、5付属病院が置かれる。

### 年表

#### 明治

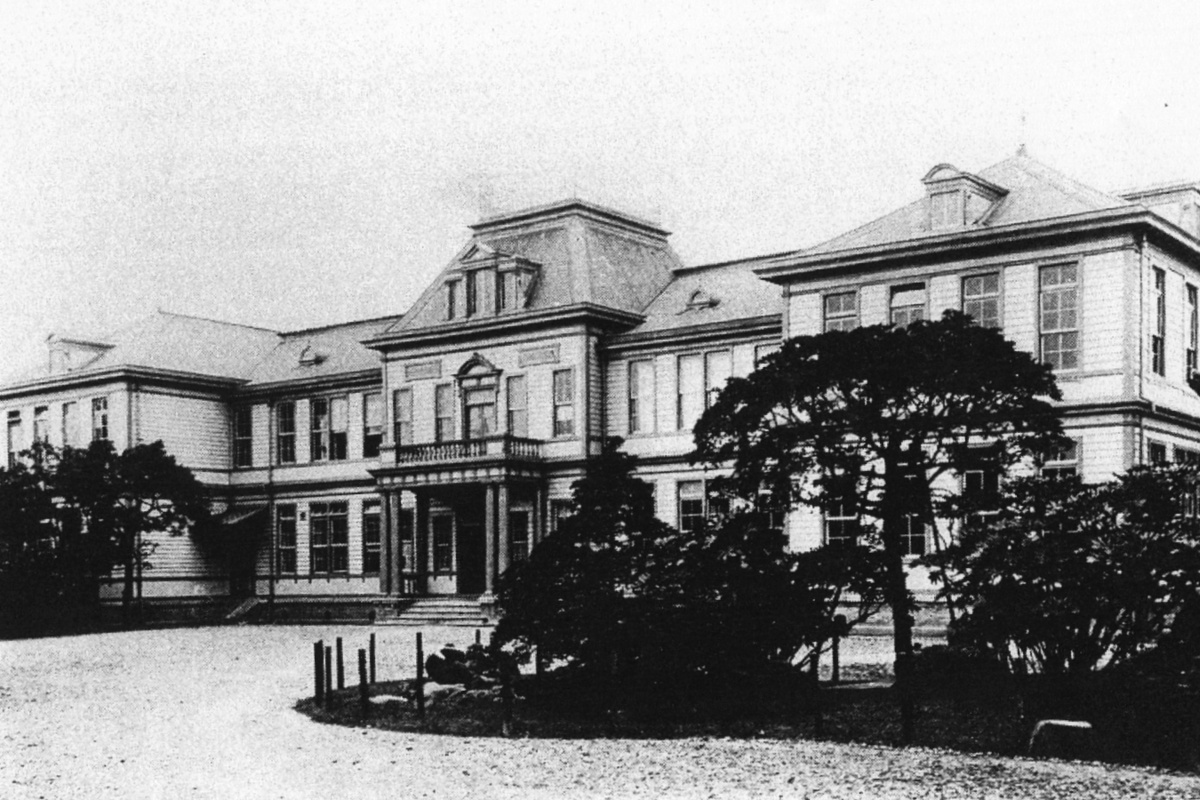
明治末期の皇典講究所

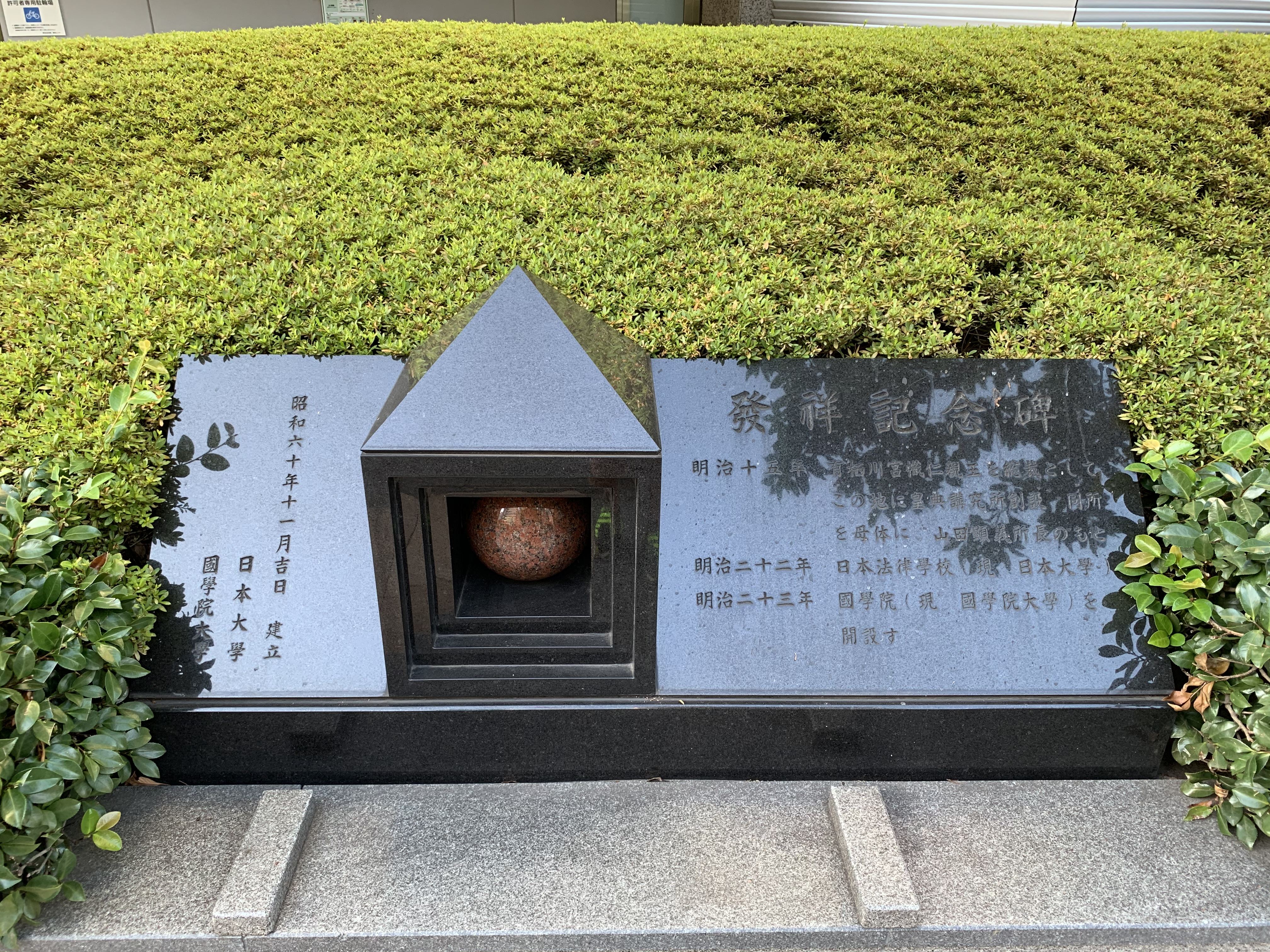
東京都千代田区飯田橋の東京区政会館前にある皇典講究所發祥記念碑。日本大学と國學院大學が1985年（昭和60年）に設置。

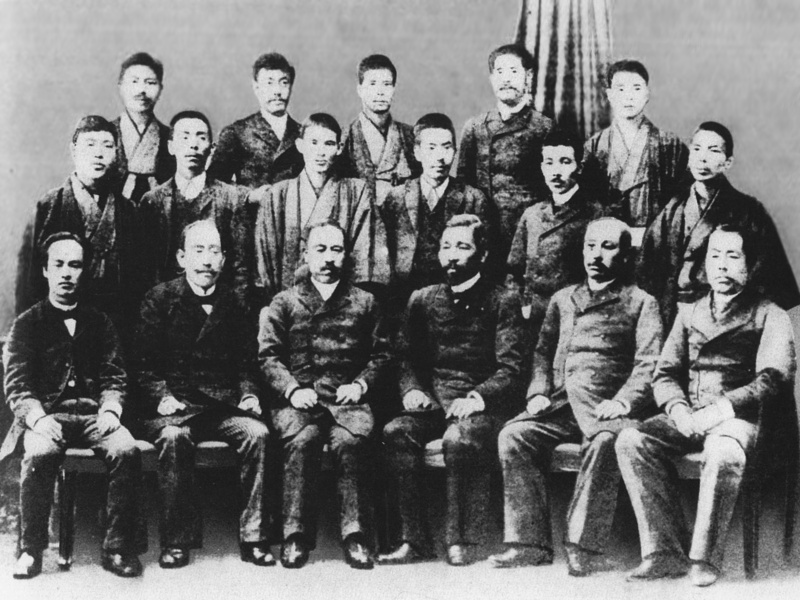
日本法律学校講師陣と第1回卒業生（1893年12月）

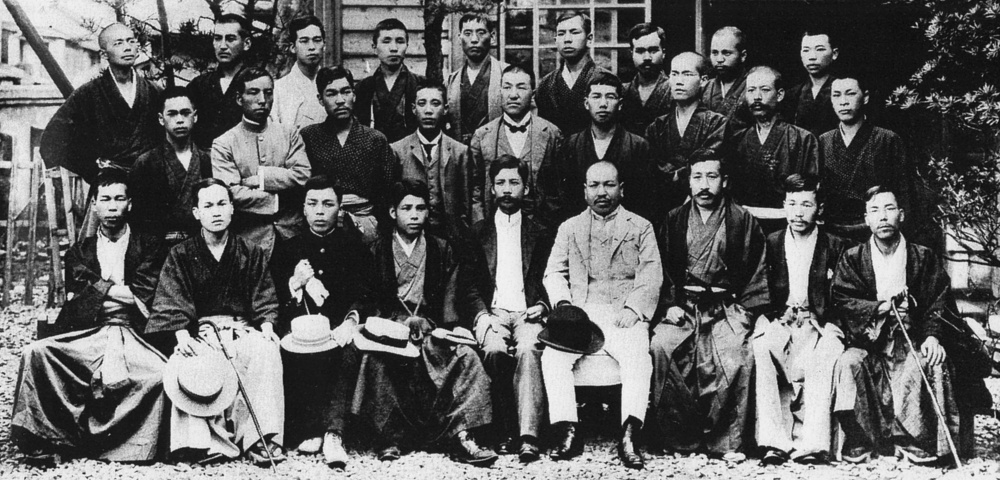
日本大学高等師範部修身法制科卒業生（1906年）

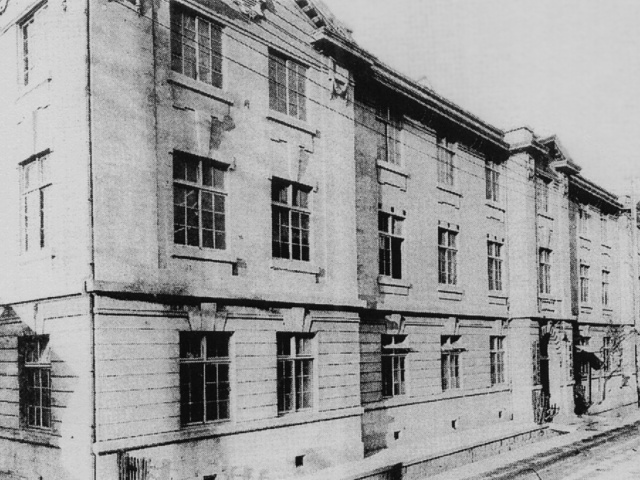
三崎町校舎（1912年）

- 1882年（明治15年）11月 - 旧所在地・東京府麹町区飯田町五丁目8番地に皇典講究所が開校[22]。
- 1889年（明治22年）
  - 1月 - 山田顕義が皇典講究所所長に就任。
  - 10月 - 日本法律学校を設立（初代校長・金子堅太郎。法学部の前身）[23]。
- 1890年（明治23年）9月 - 皇典講究所講堂で開校式を挙行（翌月授業開始）。
- 1892年（明治25年）11月 - 学祖山田顕義死去。
- 1893年（明治26年）
  - 7月 - 第1回卒業式を挙行。
  - 12月 - 司法省指定学校となり、判事検事登用試験の受験資格を得る。第2代校長に松岡康毅就任。校友会を結成。
- 1895年（明治28年）10月 - 神田区一ツ橋通町（現・千代田区一ツ橋2丁目）の大日本教育会内に移転。
- 1896年（明治29年）6月 - 同区三崎町（現・神田三崎町）の新校舎に移転。
- 1898年（明治31年）
  - 3月 - 高等専攻科を設置[24]し、卒業生に日本法律学士の称号を授与。
  - 12月 - 学校組織を財団法人に改め、皇典講究所より分離独立する[25]。
- 1901年（明治34年）10月 - 高等師範科（文理学部の前身）[26]を設置。
- 1903年（明治36年）
  - 2月 - 高等予備科（予科の前身）・高等法学科（学部の前身）を設置。
  - 8月 - 校則を改め大学組織となり、日本大学と改称[27]。高等専攻科を専門部高等専攻科、高等師範科を高等師範部、高等法学科を大学部、高等予備科を大学予科と改称。制服・制帽・徽章を制定。
  - 10月 - 外国語専修部（英語・ドイツ語専修科）を設置。
- 1904年（明治37年）
  - 3月 - 専門学校令による大学となる（旧制専門学校）。政治科・商科（経済学部[28]および商学部[29]の前身）を設置。
- 1905年（明治38年）
  - 9月 - 専門部に外国語科を設置（1907年廃止）。
  - 10月 - 大学部商科の授業開始[30]。
- 1906年（明治39年）
  - 1月 - 大学部を第一部（法律科）・第二部（政治科）・第三部（商科）に分割。商科附属殖民科を設置（1912年廃止）[31]。
  - 8月 - 初の留学生をヨーロッパへ送る[32]。
- 1907年（明治40年）5月 - 東京獣医学校（生物資源科学部獣医学科の前身）設立認可。
- 1908年（明治41年）2月 - 日本高等予備校設立認可。
- 1911年 （明治44年）4月 - 大学部・専門部の政治科の授業開始。

#### 大正
- 1913年（大正2年）4月 - 日本大学中学校開校（最初の附属中学校となる）。
- 1914年（大正3年）6月 - 「建学ノ趣旨及綱領」制定。
- 1916年（大正5年） - 図書館開設[33]。
- 1917年（大正6年）4月 - 予科の修業年限を2年に延長。専門部宗教科を新設。

##### 大学令公布（1919年4月1日）
- 1920年（大正9年）

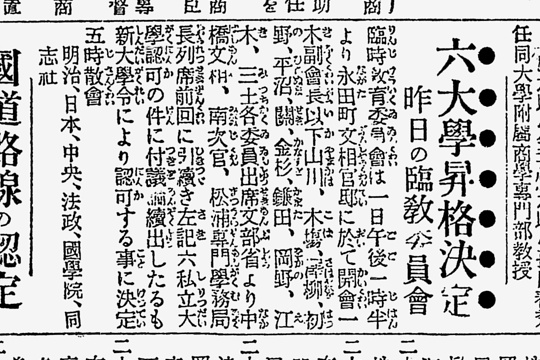
明治、日本、中央、法政、國學院、同志社6校の昇格決定を報じる『東京朝日新聞』（1920年4月2日付朝刊3面）

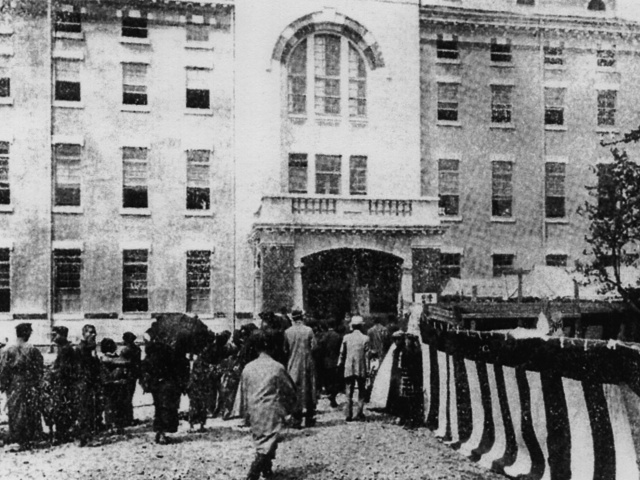
日本大学設立認可祝賀会
（1920年5月16日）

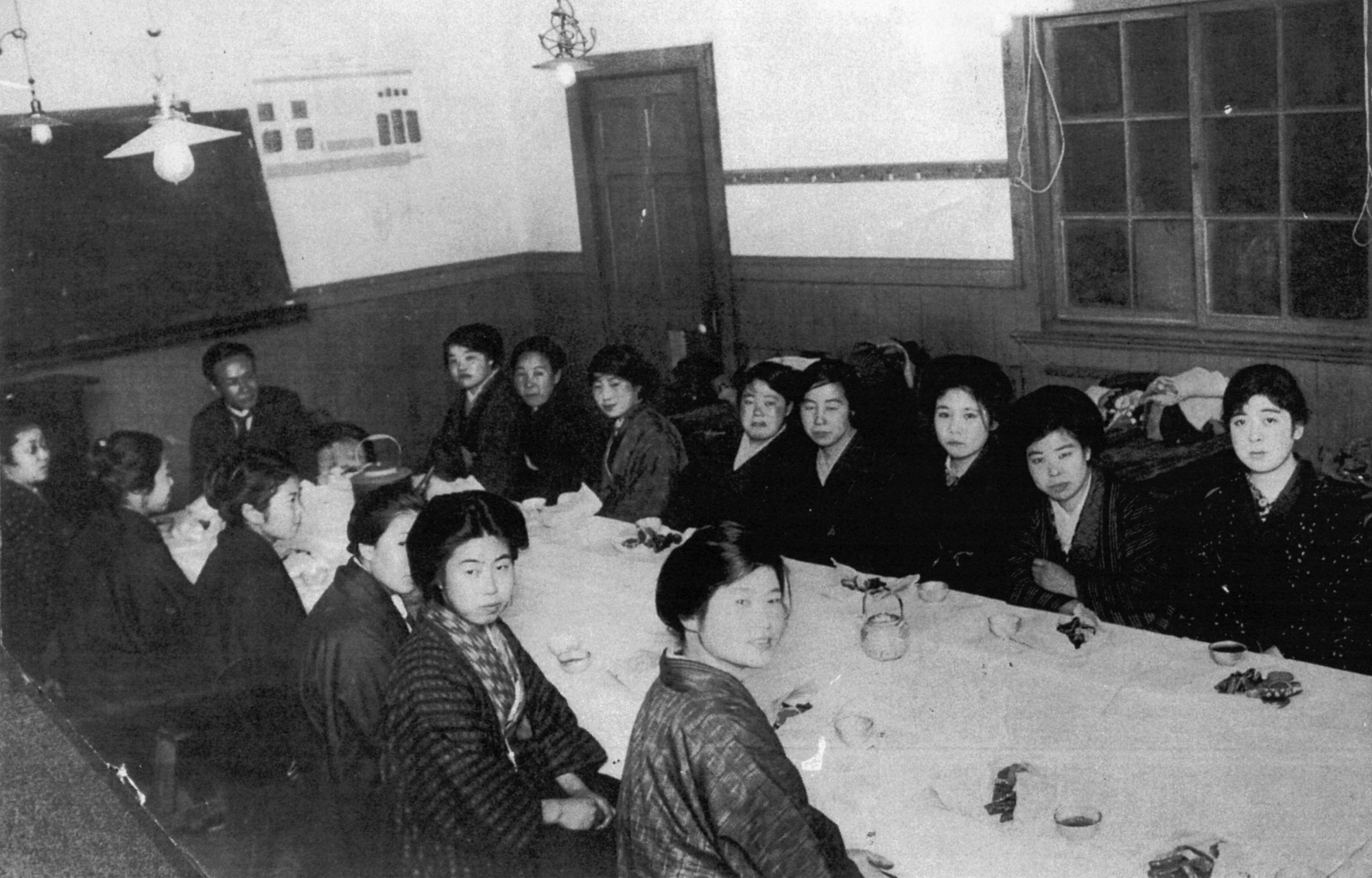
女子学生懇親会（1922年）

  - 3月 - 大学令による大学設立申請を行う。
  - 4月 - 大学令による大学設立認可。法文学部（法律科・政治科・宗教科・社会科）と商学部（商科）を設置。専門部と高等師範部に女子の入学が許可される[34]。
  - 5月 - 創立30周年記念校舎竣工。日本大学設立認可祝賀会を挙行。
  - 6月 - 日本大学高等工学校（土木、建築）設置（理工学部の基礎となる）[35]。高等師範部に国語漢文科を設置。
- 1921年（大正10年）
  - 3月 - 法文学部に美学科（芸術学部の前身）[36]を設置。
  - 4月 - 1916年創立の東洋歯科医学専門学校（歯学部の前身）を合併[37]し、日本大学歯科医学校を開設。
  - 9月 - スクールカラー「紅」を制定[38]。
  - 10月 - 神田区駿河台北甲賀町に新校舎建設[39]。
- 1922年（大正11年）
  - 3月 - 総長・学長の二長制に移行（総長・松岡康毅、学長・平沼騏一郎）。
  - 6月 - 日本大学歯科医学校を日本大学専門部歯科と改称[40]。
- 1923年（大正12年）
  - 3月 - 専門学校令による大学部・大学予科を廃止[41]。
  - 5月 - 大学令による日本大学最初の卒業式を挙行。
  - 9月 - 関東大震災により三崎町と駿河台の校舎全焼。松岡総長死亡。
  - 11月 - 平沼騏一郎が総長に、山岡萬之助が学長に就任。
- 1924年（大正13年）
  - 1月 - 仮校舎竣工。商学部に経済学科を設置。大学予科に3年制課程を追加[42]。
  - 3月 - 法文学部美学科を文学科と改称。
  - 5月 - 専門部および高等師範部が高等学校大学予科と同等以上と指定される[43]。
  - 11月 - 桜明会（女子学生会）結成[44]。
- 1925年 （大正14年）
  - 3月 - 専門部医学科（医学部の前身）を設置（駿河台）[45]。大阪府中河内郡弥刀村に日本大学専門学校を設立。
  - 6月 - 学位規程と教授会規程を制定[46]。

#### 昭和
- 1926年（大正15年）

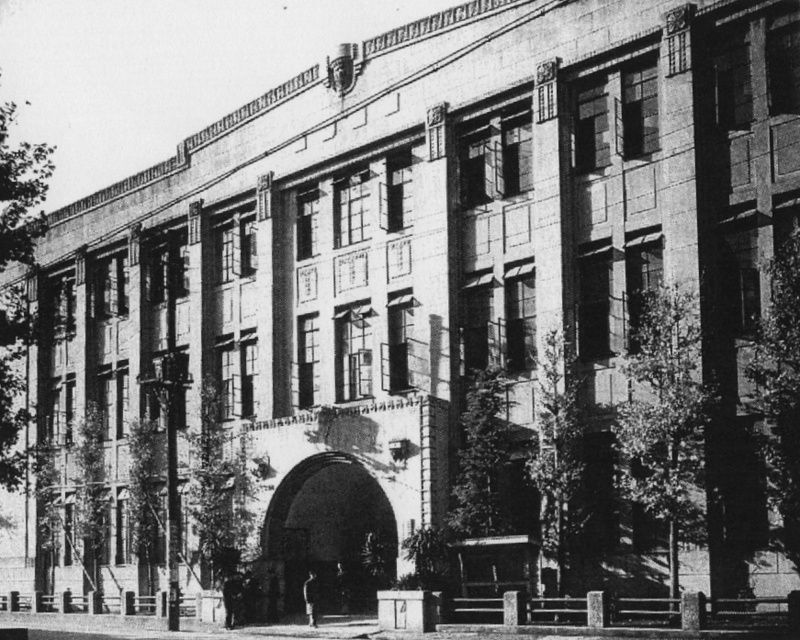
旧法文学部本館

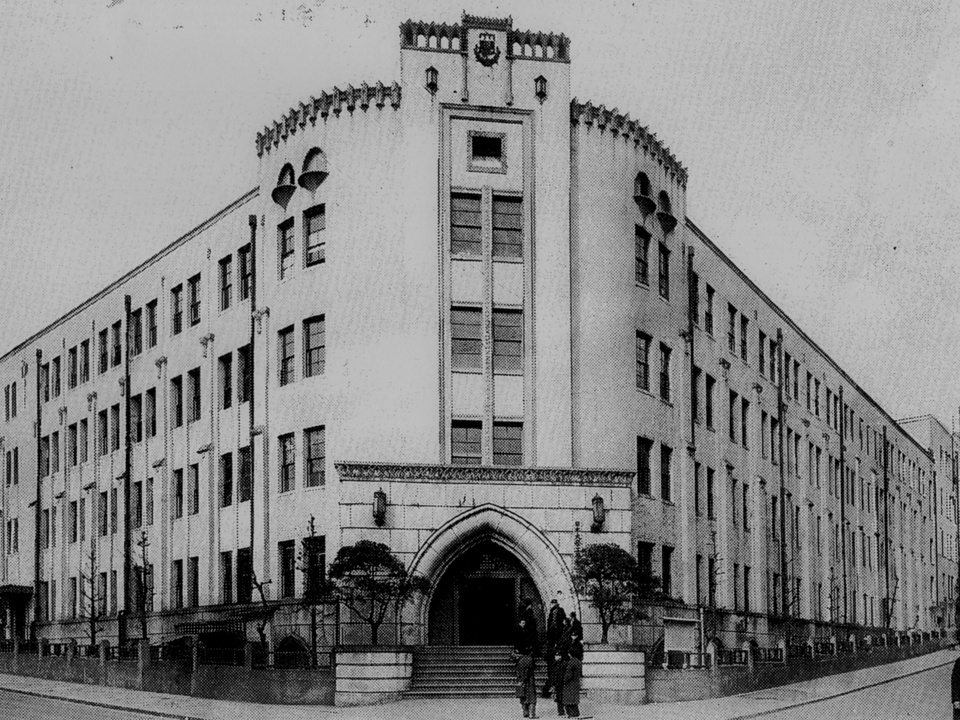
旧工学部本館

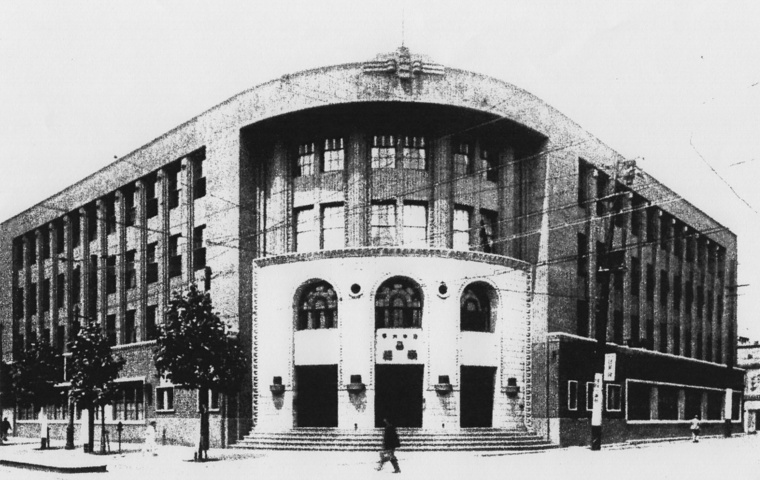
旧商経学部本館

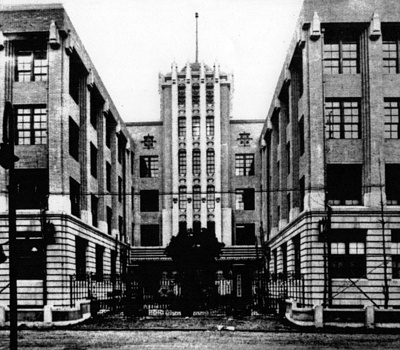
日本大学旧本部・図書館棟

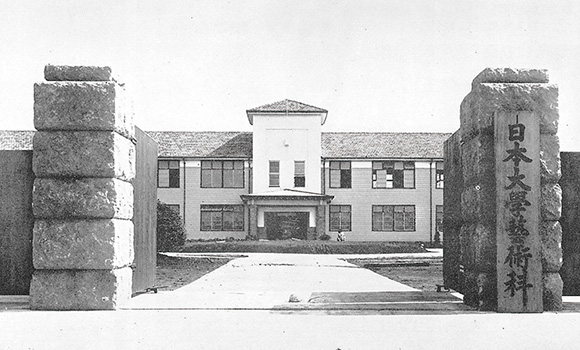
江古田校舎（1939年）

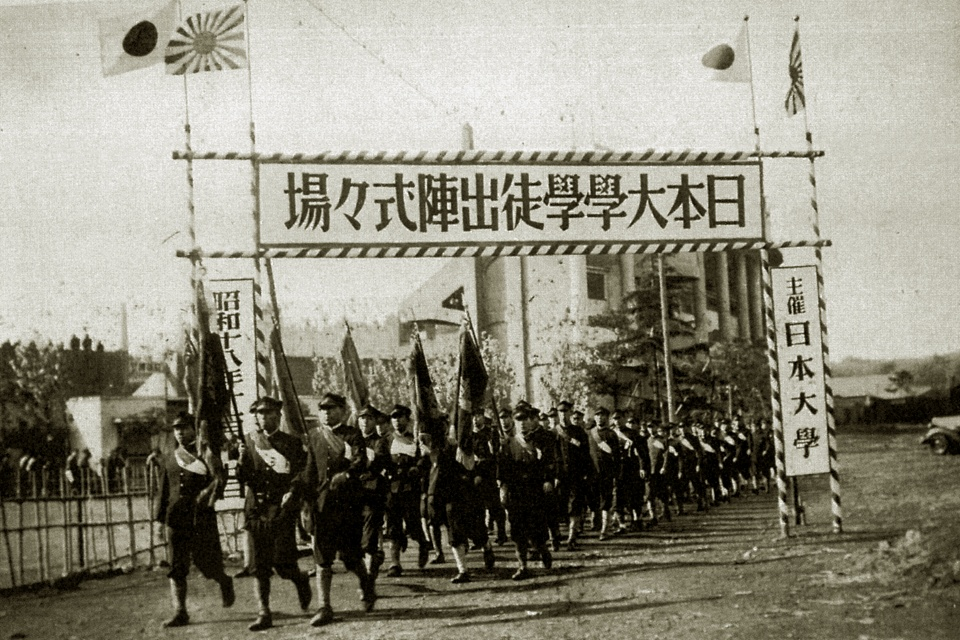
日本大学学徒出陣式（1943年10月17日）

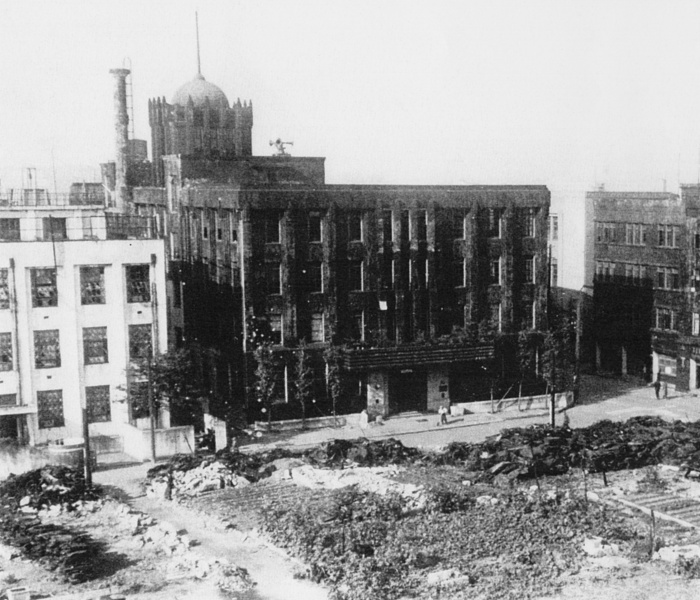
終戦直後の大学本部周辺

  - 4月 - 高等師範部に地理歴史科と英語科を設置。
  - 10月 - 国本社日本大学支部を設立[47]。
  - 11月 - 医学科附属駿河台病院を開設[45]。
- 1927年（昭和2年）
  - 3月 - 第二中学校（第二普通部。現・日大二高・日大二中）を設置。
  - 9月 - 三崎町新校舎落成式を挙行[48]。
  - 12月 - 幼稚園を設置。日本大学専門学校内に大阪中学校（現・大阪学園大阪高等学校）を設置。
- 1928年（昭和3年）
  - 4月 - 工学部（理工学部の前身）を設置（予科2年、学部3年制）[49]。
  - 5月 - 予科文科生徒による同盟休校事件発生（～6月）[50]。
  - 7月 - 工学部本館竣工（駿河台）。
- 1929年（昭和4年）
  - 3月 - 工業学校（現・付属習志野高校）を設置。
  - 4月 - 法文学部に史学専攻を設置。専門部工科（工学部の前身）を設置（2年制）[51]。
  - 5月 - 校歌を制定（3代目、現在の校歌）。
  - 9月 - 予科文科校舎竣工（故・松岡康毅邸跡地）[52]。
  - 10月 - 私立赤坂中学校を合併、日本大学付属赤坂中学校（第三普通部。現・日大三高・日大三中）となる。翌年、日本大学第三中学校と改称。
- 1930年 （昭和5年）
  - 3月 - 横浜市神奈川区子安町[注釈 3][53]（現・JR横浜線大口駅の地）に 第四中学校・第四商業学校（第四普通部。現・日本大学高等学校・中学校）を設置。
- 1931年（昭和6年）
  - 4月 - 五大学野球連盟（東都の前身）結成。
  - 7月 - 荏原郡碑衾町にプールを開設。
- 1932年（昭和7年）1月 - 医学科附属看護婦養成所を設置（1951年廃止）[45]。
- 1933年（昭和8年）7月 - 法文学部文学科芸術学専攻と専門部文科文学芸術専攻が本郷金助町に移転、日本大学芸術学園と称した[54]。
- 1934年（昭和9年）
  - 3月 - 商学部を商経学部と改称。
  - 4月 - 学部教育は昼間部のみで行い、専門部教育は夜間とすることを大学理事会で決定[55]（学部教育と専門部教育とを完全分割）。
- 1935年（昭和10年）
  - 5月 - 医学科附属板橋病院を開設[45]。
  - 10月 - 大学本部・図書館棟竣工[56]。
- 1936年（昭和11年）
  - 2月 - 日本大学図書館開館式を挙行[57]。
  - 12月 - 法人の代表として総裁を置き、総長・学長を法人外役員とする（翌年山岡萬之助が総裁に就任）[58]。
- 1937年（昭和12年）
  - 4月 - 法文学部文学科芸術学専攻を法文学部芸術学科、専門部文科文学芸術専攻を芸術科に改組。専門部拓殖科（農学部の前身）を法文学部内に設置（3年制）。
  - 6月 - 大学本部内に皇道研究所を設置（翌年皇道講座を開講）[59]。
  - 12月 - 予科文科が世田谷区上北沢に移転（世田谷予科）[60]。
- 1938年（昭和13年）10月 - 創立50周年記念式典に高松宮宣仁親王台臨[61]。
- 1939年（昭和14年）
  - 2月 - 皇道講座を皇道学院と改称[62]（終戦後廃止）。
  - 4月 - 工学部予科（予科理科）が世田谷に移転。法文学部芸術学科と専門部芸術科が板橋区江古田町に移転。
- 1940年（昭和15年）
  - 2月 - 日本大学大阪専門学校を財団法人大阪専門学校へ移管（現・近畿大学）。
  - 3月 - 法文学部政治学科を政治経済学科と改称。
  - 8月1日 -
- 1941年（昭和16年）
  - 5月 - 日本大学報国団を結成。
  - 6月 - 専門部拓殖科の実習地を神奈川県高座郡六会村大字亀井野字三屋向1866番地・通称むらさきが丘[63]に設置。農場本館竣工（現スタッフコート）[64][65]。
- 1942年（昭和17年）
  - 3月 - 医学部の認可（予科3年、学部4年制）[45]。
  - 4月 - 専門部文科・社会科の学生募集停止。
- 1943年（昭和18年）
  - 5月 - 神奈川県藤沢市亀井野字三屋向1866番地[66]に農学部を設置（農獣医学部の前身）。
  - 9月 - 国防献金として戦闘機日大号を陸軍に献納[67]。
  - 10月 - 日本大学学徒出陣壮行式を挙行（後楽園球場）[68]。
- 1944年（昭和19年）
  - 2月 - 商経学部を経済学部と改称。
  - 4月 - 専門部 法律科・政治科・商科・経済科・宗教科および高等師範部の学生募集停止。専門部芸術科を専門部工科（板橋工科、写真工業科・映画工業科）に転換。
  - 9月 - 経済学部が三崎町から世田谷に移転（戦後三崎町に戻る）。
- 1945年（昭和20年）
  - 4月 - 空襲により板橋病院焼失[45]。
  - 8月 - 学徒勤労動員解除。
- 1946年（昭和21年）
  - 1月 - 呉文炳が総長・総裁に就任。
  - 3月 - 専門部芸術科の学生募集再開。
  - 4月 - 三島予科を設置（野戦重砲兵第一旅団跡地）[69]。
  - 7月 - 総裁を会頭と改め、理事長職を新設[70]。
  - 8月 - 専門部拓殖科を廃止、農業経済科を新設。

##### 学校教育法公布（1947年4月1日）
- 1947年（昭和22年）

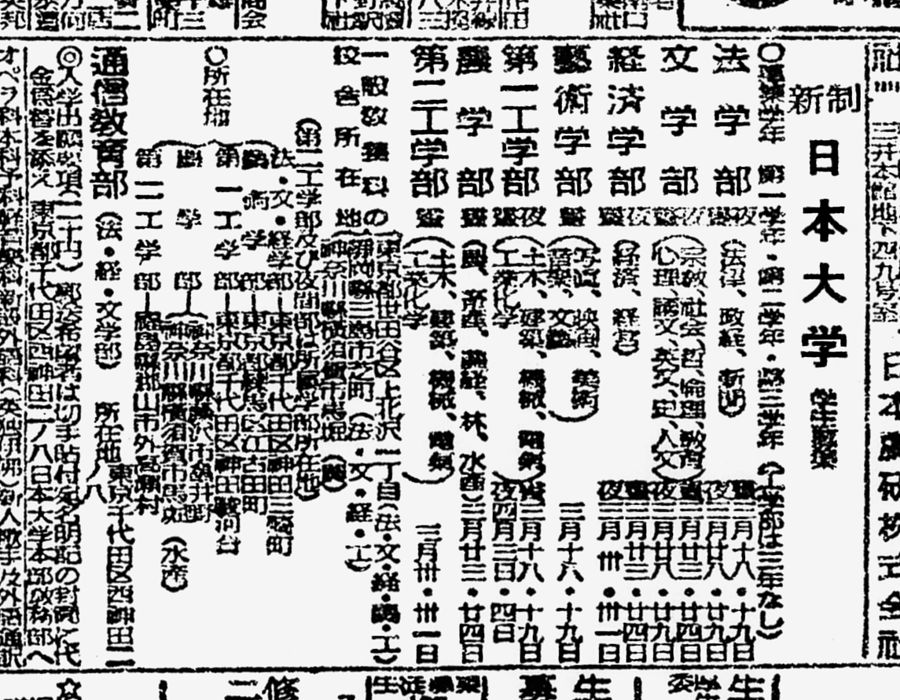
昭和24年度の学生募集広告

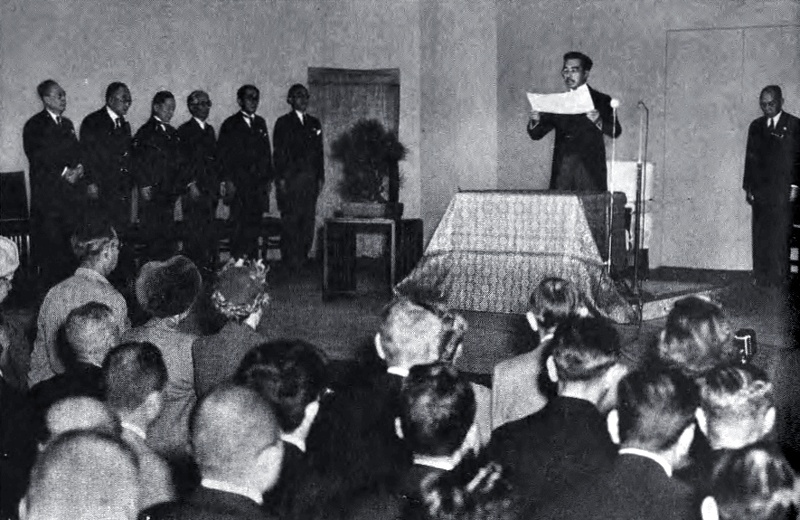
日本大学創立60周年記念式典

  - 2月 - 専門部法律科・政治経済科・商科・経済科・社会科・宗教科および高等師範部の学生募集再開。
  - 3月 - 専門部工科が駿河台から福島県高瀬村および守山町の第一郡山海軍航空隊跡地に移転（郡山工科、のちの第二工学部→工学部）。
  - 6月 - 農学部に林学科と水産学科（神奈川県横須賀市馬堀の陸軍重砲兵学校跡地）[71]を設置。
  - 8月 - 法文学部に新聞学科を設置。歯学部予科を開設。
- 1948年（昭和23年）
  - 3月 - 専門部医学科を廃止[45]。
  - 7月 - 新学制による日本大学の設置認可申請を行う。
  - 11月 - 三崎町校舎に通信教育部を設置。
- 1949年（昭和24年）
  - 2月 - 新学制による日本大学第一部（法・文・経済・工・第二工・芸術・農）設置認可[72]。
  - 3月 - 新学制による日本大学第二部（法・文・経済・工）設置認可[73]。 神奈川県藤沢市亀井野1866番地に農林高校（現・付属藤沢高校）、神奈川県横須賀市馬堀の陸軍重砲兵学校跡地に横須賀高校を設置。
  - 4月 - 旧制世田谷予科と三島予科を廃止し、新制世田谷教養部と三島教養部を設置[74]。旧制専門部と高等師範部の学生募集停止[75]。新制大学最初の入学式を挙行。「建学ノ主旨及綱領」を改め、 「目的および使命」を制定。
  - 10月 - 創立60周年記念祭に昭和天皇臨席。
- 1950年（昭和25年）
  - 2月 - 世田谷高校（現・付属櫻丘高校）を設置。
  - 3月 - 短期大学部を東京都千代田区に設置。芸術学部に演劇学科を設置。農林高校を普通課程高校「日本大学藤沢高等学校」に校名組織変更。
- 1951年（昭和26年）
  - 2月 - 東北工業高校（現・付属東北高校）を設置。
  - 3月 - 旧制専門部および高等師範部廃止[76]。横須賀高校を藤沢高校に併合。
  - 4月 - 大学院を設置。
  - 10月 - 東京獣医畜産大学付属高等学校を合併し、鶴ヶ丘高校に名称変更。
  - 11月 - 1907年創立の東京獣医畜産大学を農学部に吸収合併[77]。
- 1952年（昭和27年）
  - 2月 - 医学部・歯学部を新学制に移行。工学部に薬学科（薬学部の前身）・工業経営学科（生産工学部の前身）を設置[78]。
  - 3月 - 農学部に獣医学科を増設し、農獣医学部（生物資源科学部の前身）と改称。
  - 11月 - 私立豊山中学校・高等学校が日本大学と提携、学校法人日本大学豊山学園となる（1954年8月に日大本体に統合）。
- 1954年（昭和29年）4月 - 歯学部附属歯科技工士養成所を設置。
- 1955年（昭和30年）4月 - 岩手医科大学の委託を受け、進学課程（医学課程）の一般教育を三島教養部で実施[79]（1966年まで）。
- 1956年（昭和31年）3月 - 津田沼校地を取得（翌年工学部工業経営学科が移転）。大学院医学研究科を設置[45]。
- 1957年（昭和32年）
  - 3月 - 経済学部商業学科が独立し、商学部を設置。
  - 12月 - 付属三島高校を設置
- 1958年（昭和33年）
  - 1月 - 文学部（高等師範部の後身）に学科を増設し文理学部に、工学部に物理学科を設置し理工学部と改称。
  - 3月 - 旧両国国技館を買収、日本大学講堂とする。
  - 6月 - 古田重二良が会頭に就任。
  - 12月 - スクールカラーを「緋」と定める[80]。
- 1959年（昭和34年）
  - 1月 - 「目的および使命」を改正。理工学部に数学科を設置。文理学部に独文学科を設置。
  - 10月 - 創立70周年記念式典に昭和天皇臨席。
- 1960年（昭和35年）
  - 1月 - 芸術学部に放送学科を設置。
  - 4月 - 付属明誠高校を設置
- 1961年（昭和36年）3月 - 大学令による旧制日本大学廃止。
- 1962年（昭和37年）
  - 3月 - 文理学部に体育学科、化学科、応用数学科を設置。農獣医学部に農業工学科、食品製造工学科を設置。
  - 11月 - 学校法人山形学園山形第一高校（現・付属山形高校）を合併
- 1963年（昭和38年）
  - 4月 - 商学部砧校舎を開設（新東宝撮影所跡地）[81]。
  - 12月 - 原子力研究所[82]を設置。
- 1964年（昭和39年）1月 - 経済学部に産業経営学科、商学部に経営学科、会計学科を設置。
- 1965年（昭和40年）1月 - 第一工学部（工業経営学科の前身）を設置（理工学部経営工学科を廃止・昇格）。
- 1966年（昭和41年）
  - 1月 - 第一工学部を生産工学部、第二工学部を工学部と改称。
  - 3月 - 付属豊山女子高校を設置。
- 1968年（昭和43年）
  - 5月 - 日大紛争起こる。
  - 9月 - 両国の日大講堂で大衆団交を開催。
  - 10月 - 政治介入により日大首脳部は全学集会での合意を白紙撤回。
  - 12月 - 会頭制を廃止し、会長と理事長に代表権を置く[83]。
- 1969年（昭和44年）4月 - 法学部大宮キャンパス落成（現在は体育施設）。
- 1971年（昭和46年）2月 - 日本大学松戸歯科大学（松戸歯学部の前身）を千葉県松戸市に設置。
- 1975年（昭和50年）
- 1976年（昭和51年）
  - 3月 - 指定校（準付属に準ずる提携校）制度廃止。
  - 4月 - 日本大学松戸歯科大学を廃止統合、松戸歯学部へと改称。
- 1977年（昭和52年）12月 - 理工学部第一部に海洋建築工学科、航空宇宙工学科、電子工学科を設置。
- 1978年（昭和53年）12月 - 三島教養部を改組し、国際関係学部を静岡県三島市に設置。
- 1979年（昭和54年）9月 - 山田顕義の生誕地・山口県萩市に顕義園を開設[84]。
- 1980年（昭和55年）3月 - 医学部附属看護専門学校を設置[45]。
- 1982年（昭和57年）
  - 2月 - 生産工学部実籾校舎を開設。
  - 6月 - 日本大学会館落成式を挙行、翌月に法人本部が三崎町から移転[85]。
- 1985年（昭和60年）11月 - 皇典講究所発祥記念碑を皇典講究所跡地（千代田区飯田橋）に國學院大學と建立。
- 1987年（昭和62年）12月 - 薬学部を設置（理工学部薬学科を移行・昇格）。
- 1988年（昭和63年）4月 - 法学部三島校舎設置（1992年まで）[86]。

#### 平成
- 1989年（平成元年）
  - 4月 - 芸術学部所沢キャンパス開設。
  - 10月 - 天皇・皇后臨席のもと創立100周年記念式典を挙行[87]。
- 1991年（平成3年）4月 - 医学部付属練馬光が丘病院を開設[45]。
- 1994年（平成6年）10月 - 総合学術情報センターを設置。
- 1995年（平成7年）12月 - 農獣医学部を生物資源科学部と改称。
- 1996年（平成8年）4月 - 理工学部習志野校舎を船橋校舎と名称変更。
- 1998年（平成10年）
  - 3月 - 稲城総合グラウンド竣工。
  - 6月 - ケンブリッジ大学（イギリス）ペンブルック・カレッジ共同学寮落成[88]。
  - 11月 - NUBIC（国際産業技術・ビジネス育成センター）[89]を開設。
- 1999年（平成11年）4月 - 所沢キャンパスに総合学術情報センターおよび大学院総合社会情報研究科（通信制大学院）、日本大学会館内に大学院グローバル・ビジネス研究科 (NBS)（ビジネススクール）を設置。
- 2002年（平成14年）
  - 3月 - 原子力研究所を量子科学研究所と名称変更。
  - 4月 - 日本大学旧本部棟（法学部図書館）解体。
  - 12月 - 主婦の友社からお茶の水スクエアを取得。
- 2004年（平成16年）
  - 4月 - 大学院法務研究科（法科大学院）設置。通信教育部校舎内に総合生涯学習センターを開設（三崎町キャンパス3号館内）。
  - 10月 - 法学部新図書館開館[90]。
- 2005年（平成17年）4月 - 大学院総合科学研究科（総合研究大学院）設置。
- 2006年（平成18年）4月 - 薬学教育6年制移行により、薬学部薬学科を6年制に移行[91]。
- 2007年（平成19年）6月 - 日本大学のロゴマーク「Nドット」制定[92]。
- 2009年（平成21年）1月 - 入試情報等のサービス提供拠点として、日本大学インフォメーションプラザ（NUIP）を、日本大学会館の隣接地（市ヶ谷キャンパス）に開設（2012年12月27日閉館）[93]。4月 - 付属藤沢中学校を設置。
- 2010年（平成22年）4月 - 大学院新聞学研究科・知的財産研究科（独立研究科）を設置。
- 2011年（平成23年）
  - 3月 - 東日本大震災の避難場所として一時的にお茶の水キャンパスを開放。卒業式・修了式中止。
  - 4月 - 震災の影響により入学式中止。
  - 10月 - Googleと契約し、NU-AppsGという日本大学のクラウドを作る。
  - 11月 - 大学院グローバル・ビジネス研究科の学生募集停止を発表。
- 2012年（平成24年）3月 - 練馬光が丘病院閉院[45]。
- 2013年（平成25年）4月 - 総長制を廃止し学長制へと移行。
- 2014年（平成26年）
  - 9月 - 通信教育部および総合生涯学習センターが三崎町キャンパスから日本大学会館の隣接地（市ヶ谷キャンパス、日本大学インフォメーションプラザ跡地）に新築移転[94]。
  - 10月 - 駿河台日本大学病院を「日本大学病院」と名称を改めて神田駿河台に新築移転[95]。
- 2015年（平成27年）4月 - 日本大学藤沢小学校を設置
- 2016年（平成28年）
  - 4月 - 危機管理学部・スポーツ科学部[96]を世田谷区三軒茶屋に開設。
  - 12月 - 日本大学教育憲章を制定。
- 2017年（平成29年）4月 - 大学院知的財産研究科の学生募集停止。
- 2018年（平成30年）4月 - 三崎町キャンパスを神田三崎町キャンパスと改称。
- 2019年（平成31年）2月 - 芸術学部所沢キャンパス廃止。

#### 令和
- 2021年（令和3年）11月 - 田中英壽理事長逮捕（所得税法違反の疑い）[97]。
- 2022年（令和4年）
  - 1月 -   前理事長の脱税事件や元理事らによる背任事件を受け、日本私立学校振興・共済事業団が日本大学への経常費補助金（私学助成金）を全額不交付とすることを決定。大学側はこれによる学費値上げについては完全に否定した[98][99]。
  - 7月 - 林真理子が理事長に就任[100]。
- 2023年（令和5年）
  - 8月 - 日本大学のアメリカンフットボール部の現役部員が5日に大麻及び覚せい剤取締法違反の疑いで逮捕された。8日、都内の日大の大学本部で記者会見が行われ、同大学の林真理子理事長などが出席した[101]。
  - 11月 - 27日、澤田康広副学長が林真理子理事長を提訴した。日大薬物事件対応で「パワハラ」があったとされ、元検事がパワハラ提訴するという事態となった。

### 所在地

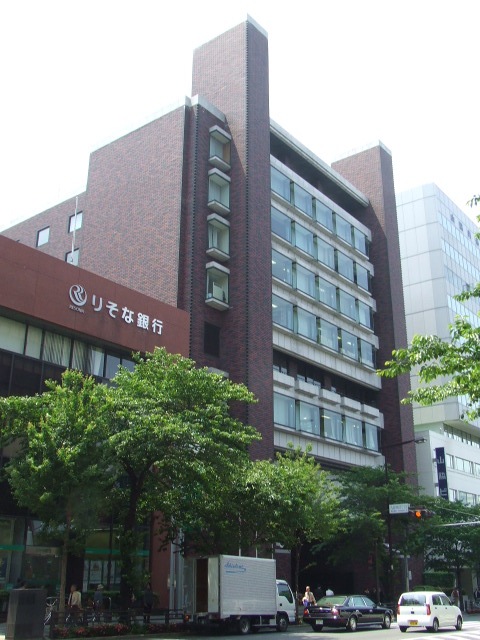
東京都千代田区九段南に所在する日本大学会館。

- 日本大学会館（市ヶ谷キャンパス、東京都千代田区九段南4-8-24）
- 日本大学会館第二別館（東京都千代田区五番町12-5）
- 日本大学桜門会館（東京都千代田区五番町2-6）
- 法学部
  - 神田三崎町キャンパス（東京都千代田区神田三崎町2-3-1）
  - 大宮グラウンド（埼玉県さいたま市見沼区東新井541）
- 文理学部（東京都世田谷区桜上水3-25-40）
- 経済学部キャンパス（東京都千代田区神田三崎町1-3-2）
- 商学部キャンパス（東京都世田谷区砧5-2-1）
- 藝術学部（芸術学部）
  - 江古田キャンパス（東京都練馬区旭丘2-42-1）
- 国際関係学部
  - 三島キャンパス（静岡県三島市文教町2-31-145）
- 理工学部
  - 駿河台キャンパス（東京都千代田区神田駿河台1-8-14）
  - 船橋キャンパス（千葉県船橋市習志野台7-24-1）
- 生産工学部
  - 津田沼キャンパス（千葉県習志野市泉町1-2-1）
  - 実籾キャンパス（千葉県習志野市新栄2-11-1）
- 工学部キャンパス（福島県郡山市田村町徳定字中河原1）
- 医学部キャンパス（東京都板橋区大谷口上町30-1）
- 歯学部キャンパス（東京都千代田区神田駿河台1-8-13）
- 松戸歯学部キャンパス（千葉県松戸市栄町西2-870-1）
- 生物資源科学部
  - 湘南キャンパス（神奈川県藤沢市亀井野1866）
- 薬学部（千葉県船橋市習志野台7-7-1）
- 危機管理学部・スポーツ科学部
  - 三軒茶屋キャンパス（東京都世田谷区下馬3-34）
- 通信教育部（市ヶ谷キャンパス、東京都千代田区九段南4-8-28）
- 独立研究科
  - 法務研究科（法科大学院）（東京都千代田区神田三崎町2-2-3）
  - 総合社会情報研究科（東京都千代田区五番町12-5 日本大学会館第二別館）
- ニューカッスルキャンパス（9 Church St, The Hill NSW 2300 Australia）

### 象徴
- ロゴマーク
  - 2007年6月1日に全学統一のロゴとしてスクールカラーである緋色で頭文字のNと建学精神である日本精神、日本の伝統・文化の尊重、個の尊重とともに、輝く太陽をイメージした点（ドット）を組み合わせたN.（エヌドット）を選定した。
- スクールカラー
  - 1921年（大正10年）に「紅（こう）」が選定され、校旗にもその色が使われたが、1958年（昭和33年）にあらためて緋色と定められた[102]。運動競技で見られる「ピンク色」については、1922年（大正11年）、箱根駅伝に初参加した際に、すでに他校が「赤」を使用していたため、混同しないために採用したのが始まりとされる[103]。

### 校歌
以下は、日本大学の校歌、賛歌、応援歌、学部歌などである。
- 日本大学校歌

（作詞：相馬御風、作曲：山田耕筰）
- 1929年（昭和4年）5月、自然主義派の詩人相馬御風作詞の詩に日本を代表する作曲家山田耕筰が曲をつけ、3代目、つまり現在の校歌が生まれる。詩句は初代・2代目校歌の精神を受け継ぎつつ、斬新さを加え、曲は明るく軽快で、しかも荘重さを秘めており、『世界音楽全集35巻』（春秋社版）に掲載・紹介されているほどである。なお、この校歌は1940年（昭和15年）から終戦までは「正義と自由」の語句を「八紘一宇」と改めて歌ったことがある。

- 初代校歌 - 大森洪太作詞、立松久子作曲。1920年（大正9年）5月の日本大学設立認可祝賀会で歌う校歌が欲しいとの要望により、学生委員らが祝賀会前日に大森と立松の家に押しかけて校歌作製を依頼した。徹夜で作られた校歌を学生たちが何とか歌えるようになったのは祝賀会開会20分前だったという。
- 2代目校歌 - 勝田香月ら3名作詞、梁田貞作曲。初代の急造校歌は大学当局の正式な手続きを経ずに作られたものだったため、1922年（大正11年）に日本大学は校歌改訂を決定。翌年1月に勝田ら学生3名の応募作品の語句を法文学部教授会がアレンジし、梁田貞に作曲を依頼して3月に2代目校歌は誕生した。現在の3代目校歌にも「文化の華」「国の名」などの語句が受け継がれている。

- 桜の木の下で

（作詞：金澤裕、作曲：森田公一、補作：山上路夫）
- 日本大学創立90周年を記念して、みんなが歌える日大の歌を募集。校友の森田公一作曲と金澤裕作詞、山上路夫補作の「桜の木の下で」が誕生し、入学・卒業式などで愛唱されている。

- 花の精鋭

（作詞：東辰三、作曲：明本京静）
- 高校や大学のスポーツ競技大会の応援歌として有名で、全国高等学校野球選手権大会や東京箱根間往復大学駅伝競走（箱根駅伝）でよくこの歌が使われることが多く、広く人々から愛されている歌でもある。

- 日本大学賛歌（作詞：石本美由紀、作曲：服部克久）
- 「輝く日大」（作詞・作曲：不明）
- 「水の覇者日大」

（作詞：サトウハチロー、作曲：古関裕而）
- 水上応援歌とも呼ばれ他にも替歌として雪上応援歌等もある。

- 「日大節」

（作詞・作曲：不明）
- かつては近畿大学応援団の前で日大節を歌わないとの紳士協定が存在した。大学当局の学内通達により現在は公的な使用を差し控えている（※著作権問題のため）。

- 日大工科の歌「若きエンジニア」（作詞：堀内敬三、作曲：同一人物）
- 日大三島予科の歌「ファイヤーストーム節」

（作詞・作曲：不明）
- 現在では国際関係学部が受け継ぐ形になっている。

- 工学部「北心寮寮歌」（作詞：高野操、作曲：鈴木隆）
- 行進曲「日大医科学生歌」（作詞・作曲：不詳）
- 「日大歯学部学生歌」（作詞：沖野岩三郎、作曲：弘田龍太郎）
- 「日大松戸歯学部学生歌」（作詞：神保光太郎、作曲：古関裕而）

## 教育および研究

### 組織

#### 学部
- 法学部
  - 法律学科（第1部）
    - 法曹コース
    - 総合法コース

  - 法律学科（第2部）
    - 総合法コース

  - 政治経済学科
  - 公共政策学科
  - 新聞学科
  - 経営法学科
- 文理学部
  - 人文系
    - 哲学科
    - 史学科
    - 国文学科
    - 中国語中国文化学科
    - 英文学科
    - ドイツ文学科

  - 社会系
    - 社会学科
    - 社会福祉学科
    - 教育学科
    - 体育学科
    - 心理学科
    - 地理学科

  - 理学系
    - 地球科学科（旧：地球システム科学科）
    - 数学科
    - 情報科学科（旧：情報システム解析学科）
    - 物理学科
    - 生命科学科（旧：物理生命システム科学科）
    - 化学科
- 経済学部
  - 経済学科
  - 金融公共経済学科
  - 産業経営学科
- 商学部
  - 商業学科
  - 経営学科
  - 会計学科
- 藝術学部（芸術学部）
  - 美術学科
  - 音楽学科
  - 放送学科
  - デザイン学科
  - 演劇学科
  - 映画学科
  - 写真学科
  - 文芸学科
- 国際関係学部
  - 国際総合政策学科
  - 国際教養学科
- 危機管理学部[109]
  - 危機管理学科
- スポーツ科学部
  - 競技スポーツ学科
- 理工学部
  - 機械工学科
  - 電気工学科
  - 電子工学科
  - 交通システム工学科（2013年3月までの旧称：社会交通工学科）
  - 物質応用化学科
  - まちづくり工学科
  - 海洋建築工学科
  - 精密機械工学科
  - 航空宇宙工学科
  - 応用情報工学科
  - 建築学科
  - 土木工学科
  - 数学科
  - 物理学科
- 生産工学部
  - 機械工学科
  - 電気電子工学科
  - 応用分子化学科
  - 創生デザイン学科
  - マネジメント工学科
  - 数理情報工学科
  - 環境安全工学科
  - 土木工学科
  - 建築工学科
- 工学部
  - 建築学科
  - 土木工学科
  - 電気電子工学科
  - 機械工学科
  - 物質化学工学科
  - 情報工学科
- 医学部[110]
  - 医学科（6年制）
- 歯学部
  - 歯学科（6年制）
- 松戸歯学部
  - 歯学科（6年制）
- 生物資源科学部[111]
  - 生命農学科
  - 生命化学科
  - 獣医学科（6年制）
  - 動物資源科学科
  - 食品ビジネス学科
  - 森林資源科学科
  - 海洋生物資源科学科
  - 生物環境工学科
  - 食品生命学科
  - 国際地域開発学科
  - 応用生物科学科
  - くらしの生物学科
- 薬学部
  - 薬学科（6年制）

#### 通信教育部
- 通信教育部[112]
  - 法学部（法律、政治経済学科）
  - 文理学部（文学、哲学、史学専攻）
  - 商学部（商業学科）
  - 経済学部（経済学科）

#### 研究科
- 法学研究科
  - 公法学専攻
  - 私法学専攻
  - 政治学専攻
- 新聞学研究科
  - 新聞学専攻
- 法務研究科
  - 法務専攻
- 文学研究科
  - 哲学専攻
  - 史学専攻
  - 国文学専攻
  - 中国学専攻
  - 英文学専攻
  - ドイツ文学専攻
  - 社会学専攻
  - 教育学専攻
  - 心理学専攻
- 総合基礎科学研究科
  - 地球情報数理科学専攻
  - 相関理化学専攻
- 経済学研究科
  - 経済学専攻
- 商学研究科
  - 商学専攻
  - 経営学専攻
  - 会計学専攻
- 芸術学研究科
  - 博士前期課程
    - 文芸学専攻
    - 映像芸術専攻
    - 造形芸術専攻
    - 音楽芸術専攻
    - 舞台芸術専攻

  - 博士後期課程
    - 芸術専攻
- 国際関係研究科
  - 国際関係研究専攻
- 理工学研究科
  - 土木工学専攻
  - 社会交通工学専攻
  - 建築学専攻
  - 海洋建築工学専攻
  - 機械工学専攻
  - 精密機械工学専攻
  - 航空宇宙工学専攻
  - 電気工学専攻
  - 電子工学専攻
  - 物質応用化学専攻
  - 物理学専攻
  - 数学専攻
  - 地理学専攻
  - 不動産科学専攻
  - 医療・福祉工学専攻
  - 情報科学専攻
  - 量子理工学専攻
- 生産工学研究科
  - 機械工学専攻
  - 応用分子科学専攻
  - 土木工学専攻
  - 建築工学専攻
  - 数理情報工学専攻
  - マネジメント工学専攻
  - 電気電子工学専攻
- 工学研究科
  - 土木工学専攻
  - 建築学専攻
  - 機械工学専攻
  - 電気電子工学専攻
  - 工業化学専攻
  - 情報工学専攻
- 医学研究科
  - 医学専攻
- 歯学研究科
  - 歯学専攻
- 松戸歯学研究科
  - 歯学専攻
- 薬学研究科
  - 薬学専攻
- 獣医学研究科
  - 獣医学専攻
- 生物資源科学研究科
  - 生物資源生産科学専攻
  - 生物資源利用科学専攻
  - 応用生命科学専攻
  - 生物環境科学専攻
  - 生物資源経済学専攻
- 総合社会情報研究科
  - 通信制・博士前期課程
    - 国際情報専攻
    - 文化情報専攻
    - 人間科学専攻

  - 通信制・博士後期課程
    - 総合社会情報専攻
      - 国際情報分野
      - 文化情報分野
      - 人間科学分野

#### 専攻科
- 専攻科
  - 食物栄養専攻（令和9年度以降学生募集停止）

#### 短期大学部
- 短期大学部
  - 建築・生活デザイン学科
  - ものづくり・サイエンス総合学科
  - ビジネス教養学科
  - 食物栄養学科（令和7年度以降学生募集停止）

#### 附属機関
総合大学ではあるが、外見は単科大学の連合体のような様相を呈しているため、すべての学部に研究所と図書館が置かれているのはもとより、その他に、資料館、博物館、セミナーハウス、学生寮、研究センター、研修所および、練習所（グラウンド）などを数多く所有する国内最大規模の大学施設を誇っている。また、学校法人（本部）が管理・運営を行っている施設もある。

##### 附属図書館
重要資料、和洋書、学術雑誌など、550万冊以上を保管している。全学で共有できるディスカバリーサービス、オンラインのデータベース・ジャーナル、電子書籍もある。

##### カザルスホール

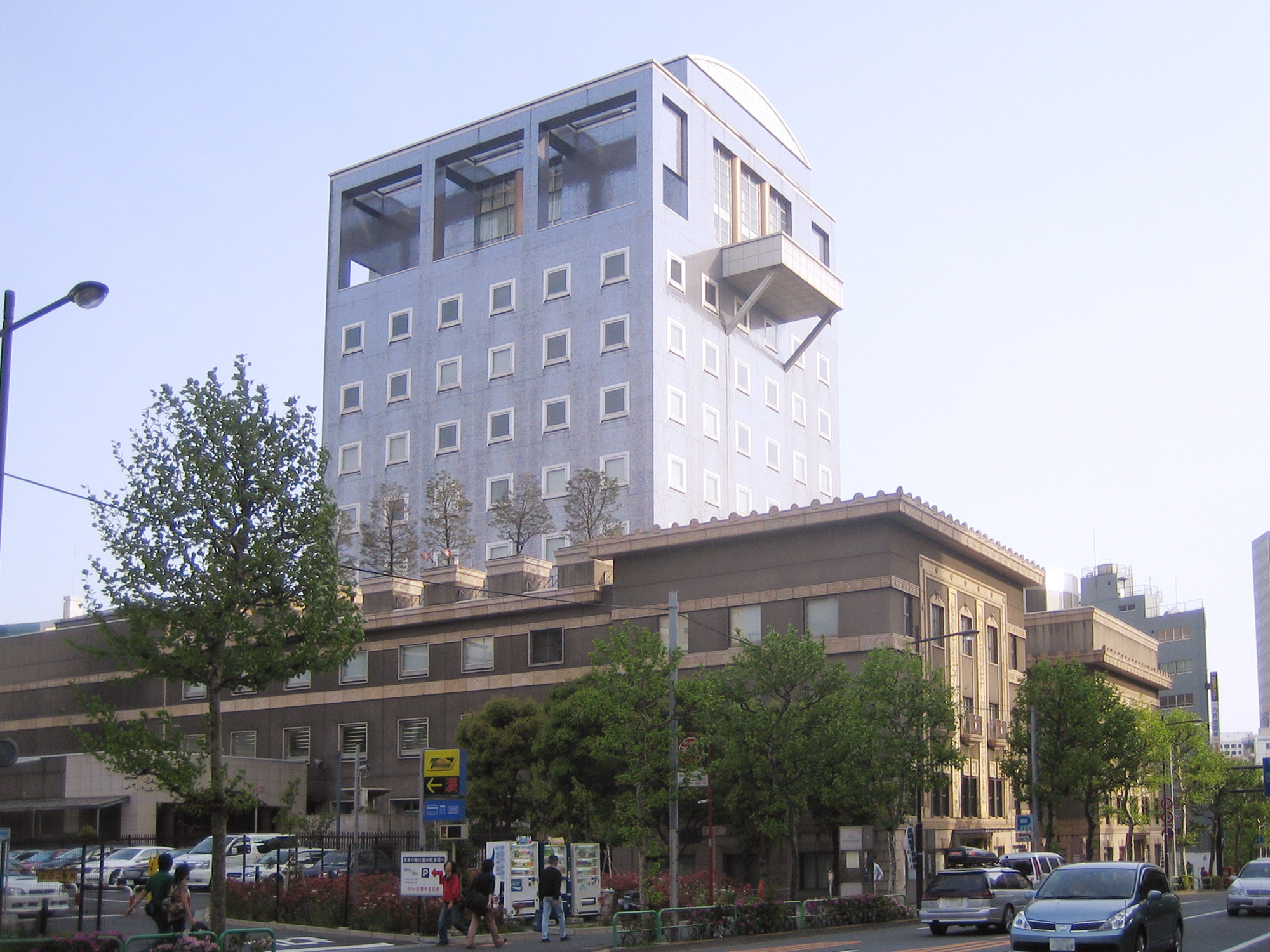
カザルスホール (Casals Hall) 西南方向

2002年に取得。日本大学大学院法務研究科が2004年から2014年まで入居していたお茶の水キャンパスであった。2010年3月に貸出停止。現在でも千代田区にある有名な建物として存続している。

##### 旧国技館
1958年から1982年まで、初代の両国国技館跡地を買い取り、日大講堂として使われていた。行事、一般向けスポーツ競技、コンサートイベントなどで使用された（日本大学講堂参照）。

## 研究プロジェクト

### 21世紀COEプログラム
- 2002年度
  - 生命科学
    - 微生物共生系に基づく新しい資源利用開発
- 2003年度
  - 学際・複合・新領域
    - 環境適応生物を活用する環境修復技術の開発

### 高度化推進事業
ハイテク・リサーチ・センター整備事業
- 2001年度
  - 大学院工学研究科
    - 次世代医療診断装置及び計測技術の開発に関する研究
    - 構造制御設計法による機能性材料の研究開発
- 2003年度
  - 大学院医学研究科
    - ヒトの疾病に対する分子医療の確立
      - 受容体の機能解析と細胞の分化・脱分化に関する臨床応用へ向けた総合的研究
      - 免疫・アレルギー疾患の病因、病態、治療法に関する分子医学的研究
      - 幹細胞を用いた細胞再生遺伝子治療
- 2004年度
  - 大学院理工学研究科
    - アトムテクノロジーを指向したナノ構造融合化材料の創製
- 2005年度
  - 生産工学部生産工学研究所
    - グリーン・サスティナブルな先端有機材料の高機能化と高選択的分離分析システムへの展開
- 2006年度
  - 大学院工学研究科
    - 医工連携による次世代医療機器開発とバイオメディカル工学産業創出拠点形成
- 2007年度
  - 大学院薬学研究科
    - メタボリックシンドロームの予防ならびに治療に対する生体リズムを基盤としたアプローチ

  - 生物資源科学部生命科学研究所
    - ゲノム科学的アプローチによる生命共同体の包括的理解と制御法への応用

#### 学術フロンティア推進事業
- 2001年度
  - 歯学部総合歯学研究所
    - 顎口腔領域の構造・機能を基盤とした先端的歯科医学研究

  - 松戸歯学部口腔科学研究所
    - 歯科先端材料・先進技法による口腔機能の再構築
- 2002年度
  - 工学部工学研究所
    - 中山間地及び地方都市における環境共生とそれを支える情報通信技術に関する研究

  - 薬学部薬学研究所
    - 分子薬学を基盤とする新規学際的研究と臨床応用
- 2003年度
  - 文理学部情報科学研究所
    - デジタルアーカイブ・インフラストラクチャの構築と高度利用

  - 生産工学部生産工学研究所
    - 地球環境調和型新技術開発を目的とする水の高度利用に関する研究

  - 医学部総合医学研究所
    - 認知と記憶の脳内メカニズム

  - 大学院松戸歯学研究科
    - 加齢に伴う口腔機能の発達と維持機構の解明
- 2004年度
  - 理工学部理工学研究所
    - マイクロ機械／知能エレクトロニクス集積化技術の総合研究
    - 環境・防災都市に関する研究

  - 大学院獣医学研究科
    - 人獣共通感染症のサーベイランスと制御
- 2005年度
  - 大学院生産工学研究科
    - 生命工学を応用した資源循環型社会の構築に関する研究

  - 量子科学研究所
    - 可変波長高輝度単色光源の高度利用に関する研究
- 2006年度
  - 人口研究所
    - 人口変動の決定要因、影響及び対策に関する総合的研究

  - 医学部総合医学研究所
    - 癌感受性遺伝子探索、機能解析、標的評価、新規治療開発、臨床前試験を一貫的に研究する拠点推進プロジェクト
- 2007年度
  - 松戸歯学部口腔科学研究所
    - 歯周病による動脈硬化、糖尿病、低体重児出産の誘発機序の解明とその制御

  - 大学院歯学研究科
    - 顎顔面口腔における難治性神経疾患研究の拠点形成

  - 薬学部薬学研究所
    - 天然物フラクション・化合物ライブラリーの構築 －細胞傷害性と保護性に基づく難病の治療薬開発を目指して－

  - 工学部工学研究所
    - 地域における社会環境基盤の保全と防災力向上を目指した戦略的なマネジメント手法の提言

#### バイオ・ベンチャー研究開発拠点整備事業
- 2000年度
  - 大学院医学研究科
    - 多遺伝子性疾患の発症に関わる遺伝子解析技術の開発とその応用
    - 新規ウイルス感染症の治療法の開発
- 2000年度
  - 生物資源科学部生命科学研究所
    - 未利用生物資源のエネルギー転換バイオリアクタの研究

#### ベンチャー研究開発拠点整備事業
- 2001年度
  - 大学院松戸歯学研究科
    - う蝕（虫歯）ハイリスク者の迅速検出システム及び安全なう蝕原因菌駆逐システムの開発と実用化

#### 産学連携研究推進事業
- 2003年度
  - 大学院医学研究科
    - 光工学技術と体内埋設型刺激ディバイスを用いた脳機能異常の分析と制御
      - ヒト脳組織の光学的特性の測定と脳機能の可視光分光法による計測
      - 光工学技術と体内埋設型刺激ディバイスによるヒト神経回路機能の分析
      - 光工学技術と体内埋設型刺激ディバイスによるヒト神経回路機能の制御

#### オープン・リサーチ・センター整備事業
- 2001年度
  - 理工学部理工学研究所
    - アジア諸国の文化遺産保護関連機関の構成と役割の分析評価
    - アジア地域の文化遺産の修復技術・工法に関する歴史的変化の解明
    - アジアの文化遺産修復情報のデータベース化推進と公開手法の構築

  - 大学院生物資源科学研究科
    - 持続可能な循環を評価するための産業と社会の特性に関する基礎研究
    - 生物の機能開発とそれによる環境保全・修復技術の開発
    - 環境と資源のエコロジカルデザイン技術の開発

  - 大学院グローバル・ビジネス研究科
    - グローバル市場における競争的技術開発能力の育成及び具体的開発手法CFTSMの開発と普及
- 2002年度
  - 大学院生物資源科学研究科
    - 海洋生物の新機能の開発に関する研究
    - 海洋生物資源の持続的生産性向上のための生態学的研究
    - 海洋生物共生系における海洋環境の役割評価に関する研究
- 2005年度
  - 芸術学部芸術研究所
    - 日本舞踊の教育システムの文理融合型基盤研究並びにアジアの伝統舞踊との比較研究

  - 大学院医学研究科
    - 病原体抑制遺伝子の解明と感染症の制御
- 2006年度
  - 大学院生物資源科学研究科
    - 生物資源の持続可能な利用を実現する環境総合研究の地域への応用 （生物機能を利用した環境保全・浄化技術の地域環境での応用）

### 戦略的研究基盤形成支援事業
研究拠点を形成する研究
- 2008年度
  - 医学部総合医学研究所
    - 炎症と難治性免疫・アレルギー疾患の分子細胞医学
      - 免疫細胞を標的にした炎症と免疫・アレルギーの分子細胞医学
      - 難治性免疫疾患に対する細胞・遺伝子治療法の開発
      - 生殖免疫

- 大学院松戸歯学研究科
  - 口腔器官・組織の機能維持・再生のための分子基盤

- 2009年度
  - 文理学部自然科学研究所
    - 構造制御および電子状態制御に基づく新物質の開発
- 大学院工学研究科
  - グローバルネットワークによる次世代医療機器開発とバイオメディカル工学研究拠点形成
- 生物資源科学部動物医科学研究センター
  - 人獣共通感染症の戦略的国際疫学研究の推進と若手研究者の実践的育成
- 2010年度
  - 医学部総合医学研究所（感染制御グループ）
    - インフルエンザウイルスと口腔・気道細菌との相互作用の機序と呼吸器疾患重症化の病態の解明
    - 大学院歯学研究科 口腔感染を誘因とする難治性全身疾患発症機序の解明と疫学調査拠点形成
      - 歯周病を誘因とする感染症及び難治性全身疾患の疫学調査
      - 歯周病を誘因とする感染症及び難治性全身疾患の発症機序の解明
      - 免疫学及び分子生物学的手法を用いた予防・治療法の開発

- 2013年度
  - 大学院理工学研究科
    - 超短時間光・物質相互作用の理解・制 御が切り開く新材料・物性・デバイスの 探索と創生（S1311020）

#### 地域に根差した研究
- 2008年度
  - 生産工学部生産工学研究所
    - 地域生活に安全・安心を与えるための建造物の高耐震化・再生化技術とヘルスモニタリング技術の応用に関する研究
    - 医学部総合医学研究所 脳卒中後遺症の分析と制御

#### 大学の特色を活かした研究
- 2010年度
  - 文理学部情報科学研究所
    - 東アジアにおける都市形成プロセスの統合的把握とそのデジタル化をめぐる研究

### 学術研究戦略プロジェクト（N.研究プロジェクト）
- 2009年度
  - 指定研究
    - ナノ物質を基盤とする光・量子技術の極限追求

### 学術研究助成金
- 学術研究助成金
  - 奨励研究
  - 一般研究（個人研究）
  - 一般研究（共同研究）
  - 総合研究
- 学術論文出版助成金
  - 学術論文出版助成金、本大学の学術の振興を図る目的で、専任教職員の学術論文の出版に際し、 それが学界にひ益することが顕著で、自費出版には困難があると認められたものに対して、出版助成金を交付するもの。
- 総長指定の特別出版助成
  - 総長指定の特別出版助成は、学術の振興にひ益することが顕著な専任教職員の刊行した学術図書について、 総長が特に指定して助成するもの。

### 女性研究者支援モデル育成
- 意識改革
  - 全学的な推進体制の構築、意識環境の整備
- 次世代女性研究者育成
  - 理系選択支援（入口）から産業界を含んだ多様な職業選択と継続（出口）までの実効的な支援
- IT支援
  - ITを利用した職場環境整備
- キャリアアップサポート
  - 女性研究者の積極的採用および地位向上を目指して、実力を高め国際的視野を広げるキャリアアップ支援
- 育児両立環境整備
  - 育児支援事業を実施し、女性研究者が多様の働き方ができるワーク・ライフ・バランスに配慮した職場環境整備
- 連携と継続
  - 関係部署、多数の部科校、校友会および産業界との連携による女性研究者の継続的な支援

### 学部連携総合研究プロジェクト「うなぎプラネット」
- 企画展示「うなぎプラネット」
- 出前授業「うなぎキャラバン」
- うなぎシンポジウム

## 入学試験

### 英検利用
- 日本大学経済学部　A方式第1期・第2期

日本大学経済学部のA方式の第1期、第2期においては、英検CSEスコアを提出すると、英語の試験が免除される。
または、日本大学経済学部の英語の試験の点数より英検CSEスコアにより換算される得点の方が上回った場合、その高い点数の方を入試の点数として利用することが可能である。
※英検利用入試における換算得点
- 英検CSEスコアが2,304以上の場合：英語の得点を100点に換算
- 英検CSEスコアが1,980以上の場合：英語の得点を80点に換算
- 英検CSEスコアが2,150以上の場合：英語の得点を90点に換算

## 学生生活

### 部活動
運動部や各団体連、公認サークルなどのクラブが多数あり、国内の大学の中で最多となる。以下のような団体がある。
保健体育審議会所属の各運動部
通称「保体審」。大学本部保健体育事務局が管理している体育会系組織である。
文化団体連合会所属の各文化部
大学本部学生支援部学生課が管理している。略称は「文団連」。
- 日本大学雄弁会 - 荒川五郎が同志を集め1890（明治23）年に創設したといわれている、中央大学辞達学会や早稲田大学雄弁会などと共に最古参級の私大弁論部になる。日大紛争期から1977年（昭和52年）まで活動停止、2013年（平成25年）に休部となったが、翌2014年（平成26年）に後述の法学部所属「法秋雄弁会」として後継され、翌2015年（平成27年）から弁論活動を再開した。

体育団体連合会所属の各運動部
大学本部学生支援部学生課が管理している。略称は「体団連」。
各学部のサークル・同好会
各学部学生課が管理している公認運動部、文化部、サークル連合所属のクラブ。一例として以下のようなものがある。
法学部
- 法秋雄弁会 - 前述の日本大学雄弁会の後継団体。

生物資源科学部
- 日本大学生物資源科学部硬式野球部 - 東京新大学野球連盟に所属。

国際関係学部
- 日本大学国際関係学部硬式野球部 - 東海地区大学野球連盟に所属。

工学部
- 日本大学工学部硬式野球部 - 南東北大学野球連盟に所属。

### 学園祭
国内の大学学園祭において最大級の催し物であり、その他にも体育大会、書道交流会などもある。総称してNU祭。

### 学生運動
- 1968年（昭和43年） - 1969年（昭和44年）日大全共闘（日大紛争）
- 1968年6月21日 神田カルチェ・ラタン闘争

## 大学の組織

### 校友会
OB・OGや大学関係者が交流する場として設けられ、通称して桜門会（おうもんかい）といわれる。都道府県支部、学部別部会、職域別部会（日本大学社長会など）、海外特別支部（米国ロサンゼルス・サンフランシスコ・ニューヨーク、韓国、台湾、インドネシア、ブラジル、スペイン）が存在し、またその他に、正会員15名以上で組織されている桜門会が多数ある。それらを統括する本部として「日本大学桜門会館」が千代田区五番町に設置されている。

### NU i CLUB
日大iクラブとは、すべての卒業生、在学生および父母、教職員の「絆」を深めていくことを目的とし、大学の発展に助力・支援している校友のコミュニケーションの場として発足している。会員証として、クレジットカード会社と提携して発行している「日大カード」がある。ショッピングなどで利用すると、利用額に応じた提携手数料が大学に還元され、在学生の支援等にあてられる。 日大iクラブでは、施設を利用できるサービスのほか、インターネットを使った情報サービスなどもある。

### 日本大学新聞社
1921年（大正10年）に設立され、日本大学本部に編集室を置く大学公認の団体である。「日本大学新聞（日大新聞）」を発行しており、発行日は毎月20日である（1,2月は合併号）。学生新聞の中で3番目に古い歴史をもっている。学生記者が取材、執筆、整理（レイアウト）全てを行っており、広告の営業などもおおよそは学生が行う。おおむねブランケット版の10面立てで、総合、学術、校友・付属、スポーツ面などがある。

### 株式会社日本大学事業部
株式会社日本大学事業部の収益を学校法人日本大学に寄付・還元することによる「新たな収入源の確保」と、事業を通したコスト削減を支援することによる「財政基盤の確立に寄与」することを目的として2010年（平成22年）1月7日に資本金5000万円で設立された。事業内容としては、(1)保険代理店事業 (2)教育・研究支援事業 (3)学生生活支援事業 (4)キャンパス環境管理事業、などである。日大背任事件の舞台ともなったため、2022年（令和4年）12月31日をもって解散した。

### 応援部
応援リーダー部
かつては1915年に創立した応援団（大学本部地下に本拠があった）が存在したが、1970年9月に東都大学リーグの試合会場で暴力事件を起こしたため解散。その後32年間にわたり大学本部公認の応援組織は存在せず、それまで薬学部所属の学生組織として活動していた競技チアリーディング部（付属の日大習志野高校OG主体に構成）を2002年に大学本部公認組織の部として移行・昇格し応援リーダー部となった。名称は応援リーダー部となっているが、実態は女子部員のみによる競技チアリーディング部である。よって、応援に関して（他の運動部の応援や、各種激励イベントの開催・参加など）は、他大学で一般的にみられる多くの応援団・応援部のように応援活動のスケジュールを自らが主体的に作成・決定するわけではなく、あくまで大学本部から依頼があったときのみの活動となる。あくまでメインは競技チアリーディング部のもの（各種チアリーディング競技会でより上位の成績を収めるための技量向上を主体においた年間活動）となっている。ちなみに、応援部としての活動内容においては、かつての応援団関係者との間に諸般の複雑な事情があり、制限されている部分もある（例：エール交換など）。なお、応援活動の際は、文化団体連合所属の吹奏楽研究会（かつての応援団から独立した経緯がある組織）と連携をとることが多い（ただし、吹奏楽研究会側の事情も応援リーダー部と同様で、応援参加に関しては大学本部側からの依頼や許認可の制限下で行われている）。
報国節応援団
近大節の元は旧制日本大学大阪専門学校の報国節であり、戦後、近畿大学応援団と日本大学応援団の交流により日大節の使用を許可していた。かつては近畿大学応援団の前で日大節を歌わない等の紳士協定が存在した。「日大節」に関しては大学当局の学内通達により現在公的な使用を差し控えている（著作権問題のため）。原曲は近大節を流用したもの。ただし、歌の起源は旧制日大世田谷予科の「日大予科節」(そのまた源流の、戦前に作られた、歌詞が戦時色のない同調子の「旧日大予科節」と言うのもある)に遡るという説も存在する。作詞作曲は不明である。

### 國學院大學
日本大学の前身である日本法律学校は開校当初皇典講究所の校舎を間借りして授業を行い、同所に1890年に設立された國學院と後継の國學院大學、ないし皇典講究所の後継組織である学校法人國學院大學とは深い関係を有していた。國學院大學学長が代わった際や日本大学総長・理事長が代わった際には互いに表敬訪問するなど交流が続いている。

## 対外関係

### 外部との協定

#### 海外学術交流提携校
学術交流協定等を結んでいる大学は、アメリカ、イギリス、カナダ、中国、韓国など27か国1地域133大学等（平成23年3月現在、海外学術交流提携校等参照）ある。また、35か国1地域から1,200人を超える留学生が日本大学で学んでいる。
その他に以下を実施している。
- 学外のイベント・海外留学説明会等
- 日本語講座（JLP: Japanese Language Program）
- 大使館推薦による国費外国人留学生

##### 海外留学
日本大学では、1906年（明治39年）に最初の留学生を3年間ドイツに派遣して以来、交換留学・派遣留学制度や短期の海外研修制度など多くの国際交流プログラムを実施している。
- 海外交換留学と派遣留学
- 短期海外研修
- 海外学術交流等提携校主催短期海外研修
- 海外留学奨学金
- TOEFL - ITP
- TOEFLスコアアップ対策講座

#### 福島県とUIターン就職促進協定
2016年1月27日に日本大学は福島県と就職促進協定を締結した。同県出身学生の「Uターン」就職を促進するのが目的。福島県は東北地方太平洋沖地震による東日本大震災からの復興と国の支援を受けて最先端の研究開発拠点の計画を目指し、日大会館で県商工労働部長と会談した。

#### 理工学部と芸術学部が区教育委員会と連携協定
東京都・板橋区教育委員会からの要請を受け、同委員会が2015年4月に新設した「板橋区教育支援センター」と連携して、同年6月30日に協定内容に基づく支援を行うために協定を締結した。理工学部と芸術学部は板橋区（区民）が推奨する「平和、環境、地域の産業への思いを教育に取り込む」施策を側面から支援する。

#### 栃木県とUIターン就職促進協定
栃木県と日本大学が地元へのUターンと県外出身学生のIターン就職を促進するための協定を結ぶことになり、2015年6月26日に大塚吉兵衛学長と福田富一知事が栃木県庁で協定書を取り交わした。

## 社会との関わり
2017年度の事業活動収入は1938.7億円、2021年3月現在での卒業生総数1,215,371人、2021年4月現在での大学図書館蔵書冊数5,691,928冊、2022年5月1日現在での学生数74,112人においても日本の私立大学で首位である。
2022年一級建築士合格者数149人、高等学校教諭就職者数140人においては警察官や社長の出身大学者数と同様に日本国内の大学で首位である。
また2016年度の寄付金の収入41億6,300万円においては日本の私立大学で第4位である。

### N.募金
N.募金とは、日本大学で行っている募金や義援金活動を行う社会貢献活動の一つである。
| 年 度                            | 募 金 名                                                     | 合 計                                                              | 寄 付 先                                                                      | 寄 付 日                              |
| -------------------------------- | ------------------------------------------------------------ | ------------------------------------------------------------------ | ----------------------------------------------------------------------------- | ------------------------------------- |
| 2007                             | 新潟県中越沖地震被災者義援N.募金                             | 1,013,640円                                                        | 都道府県会館内新潟県東京事務所                                                | 2007年12月21日                        |
| 2008                             |                                                              |                                                                    |                                                                               |                                       |
| ミャンマー・四川省支援N.特別募金 | 3,568,558円                                                  | ミャンマー・サイクロン災害救援金 ※日本赤十字社経由 （1,784,194円） | 2008年7月10日                                                                 |                                       |
| ミャンマー・四川省支援N.特別募金 | 3,568,558円                                                  | 中国大地震救援金 ※ 日本赤十字社経由 （1,784,194円）                | 2008年7月10日                                                                 |                                       |
| 岩手・宮城支援N.特別募金         | 2,308,722円                                                  | 日本赤十字社岩手県支部 （1,154,361円）                             | 2008年8月8日                                                                  |                                       |
| 岩手・宮城支援N.特別募金         | 2,308,722円                                                  | 日本赤十字社宮城県支部 （1,154,361円）                             | 2008年8月8日                                                                  |                                       |
| 2008 NU祭N.特別募金              | 791,557円                                                    | 日本赤十字社岩手県支部 （395,778円）                               | 2009年2月27日                                                                 |                                       |
| 2008 NU祭N.特別募金              | 791,557円                                                    | 日本赤十字社宮城県支部 （395,779円）                               | 2009年2月27日                                                                 |                                       |
| 2009                             | 2009 NU祭N.特別募金                                          | 1,326,357円 ※2010年度分と合算                                      | -                                                                             | -                                     |
| 2010                             | 2010NU祭N.募金「アジア・アフリカ難民の子供たちへの教育支援」 | 1,419,475円                                                        | 国連難民高等弁務官・国連UNHCR協会 ※2009年度募金額と合算し寄付 （2,745,832円） | 2011年1月21日                         |
|                                  |                                                              |                                                                    |                                                                               |                                       |
| 東北関東大震災被災者支援N.募金   | 12,442,756円                                                 | 日本赤十字社                                                       | 2011年7月11日                                                                 |                                       |
| 東日本大震災復興支援N.募金       | 3,027,378円                                                  | 日本赤十字社                                                       | 2012年3月23日                                                                 |                                       |
| 2012                             | アジア・アフリカ難民の子供たちへの教育支援                   | 1,302,152円                                                        | 国連UNHCR                                                                     | 2013年1月31日 〃年2月28日 〃年3月22日 |
| 2013                             | 難民の子供たちへの教育支援                                   | 2,575,343円                                                        | 国連UNHCR                                                                     | 2014年2月10日                         |
| 2014                             | 難民の子供たちへの教育支援                                   | 1,752,812円                                                        | 国連UNHCR                                                                     | 2015年2月19日                         |

## 事件・不祥事

### 大正
- 人力車夫事件

### 昭和
- 日大数学科事件
- 日大ギャング事件（別名「オー・ミステーク事件」）
- 日大紛争

### 平成
- 日本大学スキー部レイプ事件
- 日大ボート部員自殺事件 - 2013年10月24日に日本大学ボート部員の当時3年生であった男子部員が日大ボート部合宿所で、自殺した事件[137]。
- 日大獣医学科アカハラ自殺問題 - 過去4年間に同じ研究室から、教授によるいじめ（パワハラ、アカハラ）が原因で、二人の学生が自殺した問題[138][139]。
- 反則タックル問題 - 2018年5月6日に行われたアメリカンフットボールの春季交流戦定期戦で、日大の選手が関西学院大学の選手に反則タックルを行い負傷させた問題[140]。
- チアリーディング部パワハラ問題[141] - チアリーディング部の女子部員が「女性監督から暴言などのパワハラを受けた」とする声明を代理人を通じて公表した。この部員はこれまで日大に事実確認を求めていたが、断られていたと訴えている。
- 2018年に発覚した医学部不正入試問題
- 日本大学イベントサークル強盗事件

### 令和
- 2021年9月、日本大学医学部附属板橋病院の建て替え工事を巡る背任事件が発覚。日本大学事業部取締役でもある井ノ口忠男理事と、コンサルティングを請け負っていた医療法人「錦秀会グループ」の前理事長が逮捕された[142][143][144]。また、捜査の過程で田中英壽理事長の所得隠し及び脱税も発覚し、11月29日に所得税法違反で同理事長が東京地方検察庁特別捜査部に逮捕されている[145]。2022年3月29日に理事長が東京地方裁判所から懲役1年、執行猶予3年、罰金1,300万円を言い渡され、判決が確定した[146]。
- 2023年8月5日、アメリカンフットボール部の学生寮で乾燥大麻と覚醒剤を所持したとして、部員1人が大麻取締法違反と覚醒剤取締法違反の両容疑で逮捕された[147]。その後、沢田康広副学長が寮で大麻と疑われる植物片を発見し、警視庁に連絡するまで12日間、大学で保管していたことが発覚。日本大学が設置した第三者委員会は林真理子理事長と酒井健夫学長によるガバナンスが「全く機能しなかった」とし、沢田副学長についても「社会から大学の隠蔽体質を疑わせた」と批判した[148]。一連の騒動によりアメリカンフットボール部のイメージ悪化にとどまらず日本大学全体のブランドイメージ低下が叫ばれるなど日本大学の教育環境[149]にまで影響が及んだ。
- 2023年12月、日本大学芸術学部文芸学科准教授（40代男性）が教え子の学生と不適切な関係を持っていたことが週刊文集の取材で明らかになった。記事上では二人の女子学生に対するセクハラ行為があったことが語られている。日大広報部は週刊誌側の取材に「教育機関としての信用を大きく失墜する由々しき問題であり、大学として徹底した調査を行い、厳格に対処すると共に、関係者の心的ケアを含めた支援を誠実にして参りたいと存じます」と返答した[150]。
- 2024年7月、 日本大の重量挙げ部の幹部が、部員から不正に入学金や授業料を徴収して流用していた事が複数メディアで報じられた。日本大学によると、2023年までの10年間にわたり、重量挙げ部幹部が入学金・授業料の一部または全部を免除されている奨学生の部員から全額を徴収。多くを私的に使っていたと判明した[151]。同月、日本大学は監督だった生物資源科学部の教授を懲戒解雇した。2025年6月10日、元教授が詐欺の疑いで逮捕された[152]。

## 附属学校
学校法人日本大学は、附属学校を「付属」と表記している。そのため、本稿では節名および以下の文章において、附属と記すべきところを全て付属と表記している。

### 正付属
学校法人日本大学が設置。学部に併設された「併設校」と、そうでない「単独校」に区分される。
校名は、「日本大学○○」を原則としている。
- 単独校
  - 中学校・高等学校
    - 日本大学高等学校・中学校（神奈川県横浜市港北区）※旧制日本大学第四中学校・旧制日本大学第四商業学校（旧制日本大学第四普通部）
    - 日本大学豊山中学校・高等学校（東京都文京区大塚）※旧・私立豊山高等学校・中学校（旧制私立豊山中学校）
    - 日本大学豊山女子中学校・高等学校（東京都板橋区中台）
    - 日本大学山形高等学校（山形県山形市鳥居ヶ丘）※旧・山形学園山形第一高等学校、2014年3月31日までは日本大学山形中学校も設置
    - 日本大学明誠高等学校（山梨県上野原市上野原）

  - 幼稚園
    - 日本大学幼稚園（単独校、東京都杉並区天沼）
- 医学部併設校
  - 専修学校
    - 日本大学医学部附属看護専門学校（東京都板橋区大谷口上町）
- 歯学部併設校
  - 専修学校
    - 日本大学歯学部附属歯科技工専門学校（東京都千代田区神田駿河台）
    - 日本大学歯学部附属歯科衛生専門学校（東京都千代田区神田駿河台）
- 松戸歯学部併設校
  - 専修学校
    - 日本大学松戸歯学部附属歯科衛生専門学校（千葉県松戸市栄町西）
- 生物資源科学部併設校
  - 中学校・高等学校
    - 日本大学藤沢高等学校・中学校（神奈川県藤沢市亀井野）※旧・日本大学農林高等学校・日本大学横須賀高等学校
    - 日本大学鶴ヶ丘高等学校（東京都杉並区和泉）※旧・東京獣医畜産大学付属高等学校

  - 小学校
    - 日本大学藤沢小学校（神奈川県藤沢市亀井野）＊小学校は2015年に新設
- 文理学部併設校
  - 高等学校
    - 日本大学櫻丘高等学校（東京都世田谷区桜上水）※旧・日本大学世田谷高等学校
- 工学部併設校
  - 高等学校
    - 日本大学東北高等学校（福島県郡山市田村町徳定）※旧・日本大学東北工業高等学校
- 理工学部併設校
  - 高等学校
    - 日本大学習志野高等学校（千葉県船橋市習志野台）※旧・日本大学工業高等学校（旧制日本大学工業学校）
- 国際関係学部併設校
  - 中学校・高等学校
    - 日本大学三島高等学校・中学校（静岡県三島市文教町）

### 特別付属
第二次世界大戦以前、日本大学の正付属校であったが、終戦直後に行われたGHQによる財閥解体の影響により、1946年に日本大学より分離独立し、別法人となった準付属校である。その設立の経緯により、日本大学の推薦入学制度を正付属と同等に利用できる一方、他大学進学にも取り組む点がある。学内規定ではあくまで、準付属の中の「特別」付属である。
校名は、「日本大学第（漢数字）○○」を原則としている。
- 学校法人日本大学第一学園（旧・学校法人日本第一学園）
  - 中学校・高等学校
    - 日本大学第一中学校・高等学校（東京都墨田区横網）※旧制日本大学第一普通部
    - 千葉日本大学第一中学校・高等学校（千葉県船橋市習志野台）※高等学校は1968年4月 - 1993年3月まで準付属

  - 小学校
    - 千葉日本大学第一小学校（千葉県船橋市習志野台）
- 学校法人日本大学第二学園（旧・学校法人日本第二学園）
  - 中学校・高等学校
    - 日本大学第二中学校・高等学校（東京都杉並区天沼）※旧制日本大学第二普通部
- 学校法人日本大学第三学園（旧・財団法人日本第三学園[157]）
  - 中学校・高等学校
    - 日本大学第三中学校・高等学校（東京都町田市図師町）※旧制高等商業学校予備門（1891年4月開設）⇒旧制私立商工中学校（1893年4月開校）⇒旧制私立赤坂中学校（1917年4月移転・校名変更）⇒旧制日本大学付属赤坂中学校（1929年）⇒旧制日本大学第三中学校・旧制日本大学第三商業学校（1930年）※旧制日本大学第三普通部

### 準付属
日本大学と「準付属校契約」を締結した学校法人が設置した学校。日本大学への推薦入学制度に加わっている。
校名は、「○○（所在地名）日本大学○○（中学校・高等学校etc.）」を原則としている。
なお、「準付属」は諸事情により提携を解消したケースも過去に存在する。
- 学校法人札幌日本大学学園
  - 中学校・高等学校
    - 札幌日本大学中学校・高等学校（北海道北広島市虹ヶ丘）
- 学校法人土浦日本大学学園
  - 高等学校
    - 土浦日本大学高等学校（茨城県土浦市小松ヶ丘町）※旧・土浦高等学校（準付属）
    - 岩瀬日本大学高等学校（茨城県桜川市友部）※旧・土浦日本大学高等学校岩瀬校舎

  - 中等教育学校
    - 土浦日本大学中等教育学校（茨城県土浦市小松ヶ丘町）※旧・土浦日本大学高等学校中高一貫コース、土浦日本大学中学校（2007年4月1日）
- 学校法人佐野日本大学学園
  - 短期大学
    - 佐野日本大学短期大学（栃木県佐野市高萩町）

  - 高等学校
    - 佐野日本大学高等学校（栃木県佐野市石塚町）

  - 中等教育学校
    - 佐野日本大学中等教育学校（栃木県佐野市石塚町）※旧・佐野日本大学中学校（2010年4月1日）
- 学校法人長野日本大学学園
  - 中学校・高等学校
    - 長野日本大学中学校・高等学校（長野県長野市東和田）※旧・長野中央高等学校（準付属）

  - 小学校
    - 長野日本大学小学校（長野県長野市東和田）
- 学校法人大垣日本大学学園
  - 高等学校
    - 大垣日本大学高等学校（岐阜県大垣市林町）※旧・大垣高等学校（準付属）
- 学校法人長崎日本大学学園
  - 中学校・高等学校
    - 長崎日本大学中学校・高等学校（長崎県諌早市貝津町）
- 学校法人宮崎日本大学学園
  - 中学校・高等学校
    - 宮崎日本大学中学校・高等学校（宮崎県宮崎市島之内）
- 学校法人目黒日本大学学園
  - 中学校・高等学校
    - 目黒日本大学中学校・高等学校（東京都目黒区目黒）2019年4月、日出中学校・高等学校から改称。2017年12月4日準付属契約を締結。

## 旧付属校

### 旧制時代の付属校
かつては以下の付属学校が存在したが、合併・廃校・離脱・提携解消などの理由により吸収もしくは別の学校となっている。
- 日本大学専門学校→日本大学大阪専門学校（1940年分離、現：近畿大学）
- 日本大学大阪中学校（1944年分離、現：学校法人大阪学園・大阪高等学校）
- 日本大学大阪夜間中学校→日本大学大阪第二中学校（1944年分離、現：大阪高等学校）
- 日本大学工学校→日本大学商工学校→日本大学商工学校工科→日本大学高等工学校（現：理工学部）
- 日本大学商工学校
- 日本大学商業学校→日本大学第一商業学校（定時制日本大学第一高等学校に改組）
- 日本大学第一工業学校
- 日本大学第二商業学校（日本大学第二高等学校に吸収）
- 日本大学第二工業学校
- 日本大学第三商業学校（日本大学第三高等学校に吸収）
- 日本大学第三工業学校
- 日本大学第四商業学校（日本大学高等学校に吸収）
- 日本大学第四工業学校

### 高等学校

#### 正付属
※学校法人日本大学
- 日本大学江古田高等学校（1976年廃校）
- 日本大学横須賀高等学校（1951年日本大学藤沢高等学校と合併）

#### 準付属
本項の提携解除年は「創立115年 日本大学略年譜」による（日本大学資料館設置準備室編 2004年4月発行）。一部学校で、自校の公式な沿革に記された提携解消時期や校名変更時期等と食い違う場合がある。
- 北海道日本大学高等学校（1987年提携解除、現：北海道栄高等学校）
- 旭川日本大学高等学校（1976年提携解除、現：旭川志峯高等学校）
- 水沢第一高等学校（1976年提携解除）
- 高岡日本大学高等学校（1978年提携解除、現：高岡向陵高等学校・新川高等学校）
- 岡山日本大学高等学校（1974年提携解除、現：倉敷高等学校）
- 松江日本大学高等学校（1991年提携解除、現：立正大学淞南高等学校）
- 鹿児島日本大学高等学校（1974年提携解除、現：龍桜高等学校）

#### 指定校
準付属校に準ずる提携関係にあった学校（1976年制度廃止につき提携解消）。
- 早鞆高等学校
- 八幡西高等学校（現：自由ケ丘高等学校）
- 飯塚高等学校

## 日本大学と「準付属校契約」を提携していない独立校
- 学校法人土浦日本大学学園
  - 土浦日本大学高等学校附属幼稚園（茨城県土浦市桜ヶ丘町）
- 学校法人長野日本大学学園
  - 長野経済短期大学（2009年3月廃校）